# Musée des Beaux-Arts de Lyon

Musée des Beaux-Arts de Lyon

Musée des Beaux-Arts de Lyon je hlavní městské muzeum Lyonu a podle Journal des arts nejvýznamnější regionální muzeum umění ve Francii. Bylo otevřeno roku 1801, krátce poté, co bylo veřejnosti zpřístupněno pařížské Musée du Louvre. Shromažďuje sbírky malby, sochařství, starověkého umění (egyptské, řecké, římské, římské, etruské a orientální), uměleckých předmětů, medailí a mincí, kreseb a tisků od doby před 5000 lety do současnosti. Nachází se ve starobylém paláci Saint-Pierre, bývalém klášteře ze 17. - 18. století v centru města, na náměstí Place des Terreaux. Má celkem 70 výstavních sálů a celkovou výstavní plochu 14 800 m².

## Historie
Benediktinský klášter, založený kolem 6. století, byl přestavěn v době Karla Velikého na opatství Saint-Pierre-les-Nonnains, které se stalo nejbohatší náboženskou institucí v Lyonu. Na počátku středověku sloužil klášter urozeným jeptiškám z vysoké šlechty a byl uváděn jako “Monasterium sancti Petri puellarum”. V druhé polovině 17. století byl klášter radikálně přestavěn a na jeho místě vznikl impozantní římský palác, zaujímající delší stranu náměstí Place des Terreaux. Roku 1755 patřil mezi pět nejbohatších opatství ve Francii a do roku 1792 existoval jako "Royal abbaye des Dames de Saint-Pierre".
Za Velké francouzské revoluce byl klášter zrušen a jeden z jeho kostelů (sv. Saturnina) zničen. Druhý, původně románský kostel sv. Petra, se zachoval a je v něm nyní expozice sochařství 19. a 20. století. Palác kláštera byl po revoluci místem, kde se shromáždila umělecká díla konfiskovaná církvi a šlechtě a sloužil jako Palais du Commerce et des Arts. Později se zde nacházela i archeologická sbírka a přírodovědná sbírka Akademie (Académie des Sciences et des Lettres). Roku 1805 v něm byla založena významná kreslířská škola, která sloužila lyonským manufakturám vyrábějícím hedvábné látky. Tzv. École de Lyon (od r. 1819) byla blízká britským Prerafaelitům a v muzeu je jí vyhrazena zvláštní expozice. Po roce 1860, kdy se z paláce odstěhovala Komerční a průmyslová komora, se celý objekt stal Palácem umění. Po roce 1875 se sbírky významně rozšířily a počátkem 20. století byl Palác přejmenován na Musée des Beaux-Arts. Budova byla od roku 1989 postupně restaurována a svou současnou podobu má od roku 1998. V interiérech jsou zachovány např. nástropní malby v bývalém refektáři nebo schodiště s malbami Pierre Puvise de Chavannes. Přesunutím sbírek současného umění do nové budovy Musée d'Art contemporain de Lyon, která se nachází v Achille-Lignon, získalo muzeum dalších 4 500 m² výstavních ploch.

### Vedení muzea
- ředitelka: Sylvie Ramond (od roku 2004)

### Club du musée Saint-Pierre
Při muzeu byl založen nadační klub filantropů, kteří přispívají soukromými financemi na akvizice vybraných děl do sbírek. Členství v klubu je nejméně tříleté a příspěvek činí až 50 000 euro ročně.

## Sbírky

### Malba
Expozice malby představuje ve 35 místnostech muzea kolem 700 vybraných děl z celkových 2 500 obrazů ve sbírce. V chronologickém pořadí je zde seřazen přehled západního malířství od 14. století do 80. let 20. století. Umělecká tvorba po roce 1980 je prezentována v Musée d'Art contemporain de Lyon.
K pokladům sbírky patří 17., 19. a první polovina 20. století. Díla jsou představena v chronologickém přehledu a různé školy nejsou zobrazeny odděleně jako v Louvru nebo Metropolitním muzeu.
- Italská malba do devatenáctého století: Perugino, Lorenzo Costa, Correggio, Paolo Veronese, Tintoretto, Guido Reni, Pietro da Cortona, Domenichino, Guercino, Salvator Rosa, Luca Giordano, Canaletto, Guardi, Giandomenico Tiepolo;
- Francouzská malba do devatenáctého století: Simon Vouet, Nicolas Poussin, Charles Le Brun, Philippe de Champaigne, Eustache Le Sueur, Hyacinthe Rigaud, François Boucher, Jean-Baptiste Greuze, Claude Joseph Vernet, Thomas Blanchet...
- Španělská malba do devatenáctého století: Antonio de Pereda, José de Ribera, El Greco, Francisco de Zurbarán...
- Holandské, vlámské a německé umění do devatenáctého století: Lucas Cranach starší, Gerard David, Joos van Cleve, Quentin Massys, Jan Brueghel starší, Rembrandt (Kamenování sv. Štěpána), Peter Paul Rubens, Anthonis van Dyck, Jacob Jordaens, David Teniers mladší, Gerard ter Borch, Adriaen Brouwer, Frans Snyders, Jan van Goyen, Salomon van Ruysdael, Aelbrecht Bouts...
- Malířství devatenáctého století (zejména francouzské), představuje nejkvalitnější část sbírky: Ingres, Géricault, Delacroix, Courbet, Corot, Daumier, Manet, Morisot, Monet, Sisley, Pissarro, Degas, Gauguin, Van Gogh, Cézanne, Renoir, Gustave Moreau a Redon.
- Evropské malířství dvacátého století: Édouard Vuillard, Pierre Bonnard, Georges Rouault, Matisse, André Derain, Maurice de Vlaminck, Braque, Pablo Picasso, Fernand Léger, Gino Severini, Joan Miró, Giorgio de Chirico, Max Ernst, Kees van Dongen, Maurice Utrillo, Maurice Denis, Raoul Dufy, Albert Marquet, Modigliani, Nicolas de Staël, Marc Chagall, Alexej von Jawlensky, Francis Bacon, Jean Dubuffet...

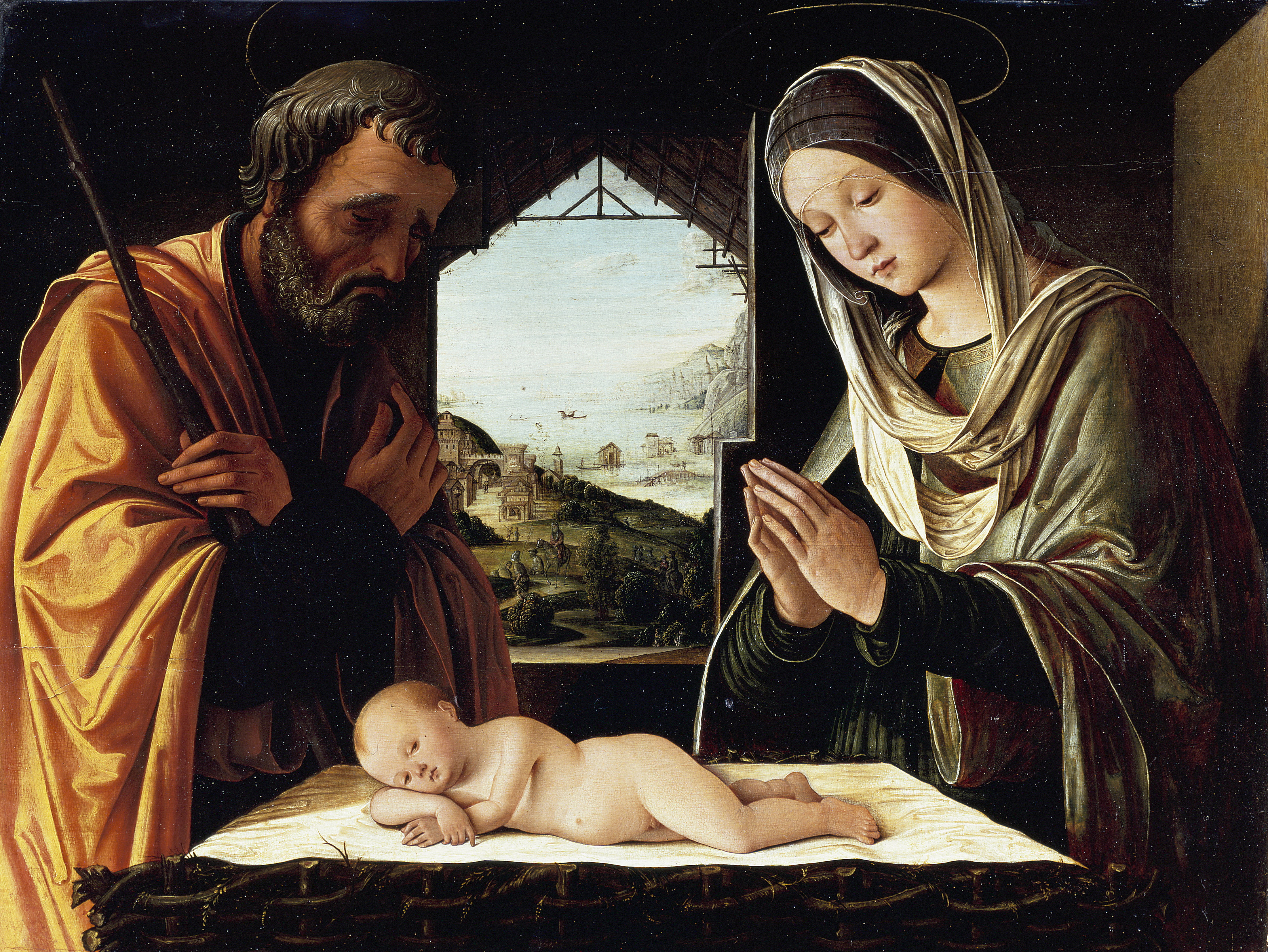
Narození Ježíška, Lorenzo Costa (circa 1490)
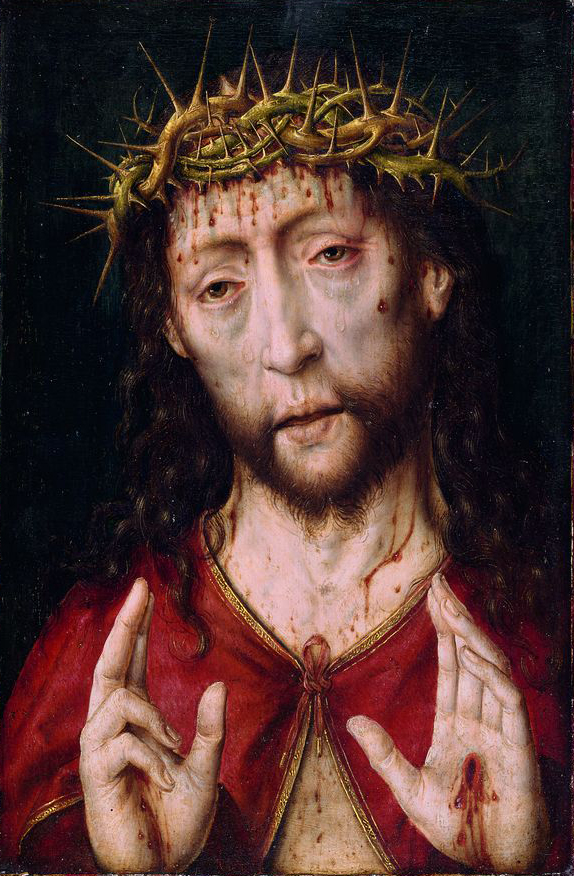
Bolestný Kristus, Aelbrecht Bouts (circa 1500)
Madona s anděly, Quentin Massys (circa 1509)
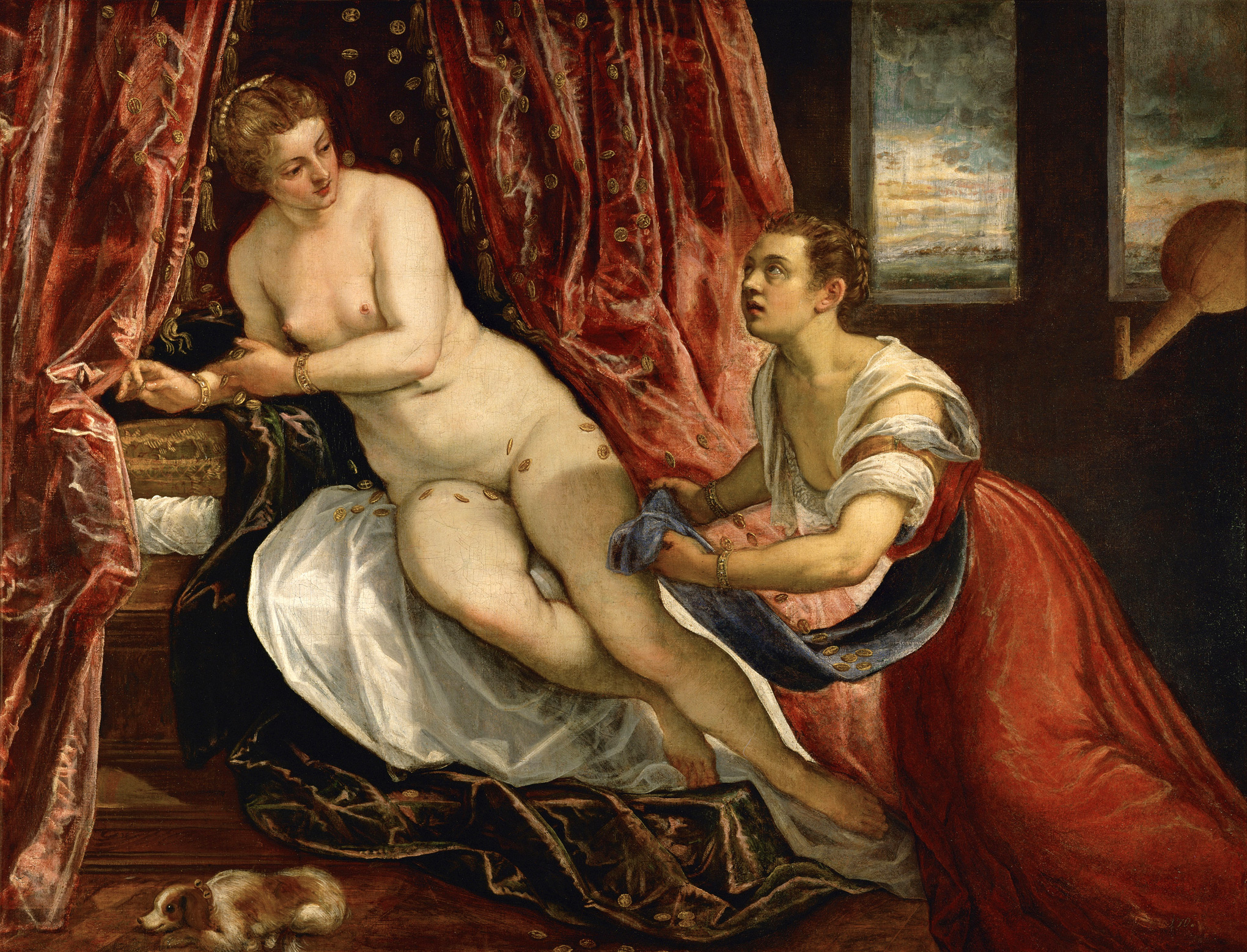
Danae, Tintoretto (circa 1570)
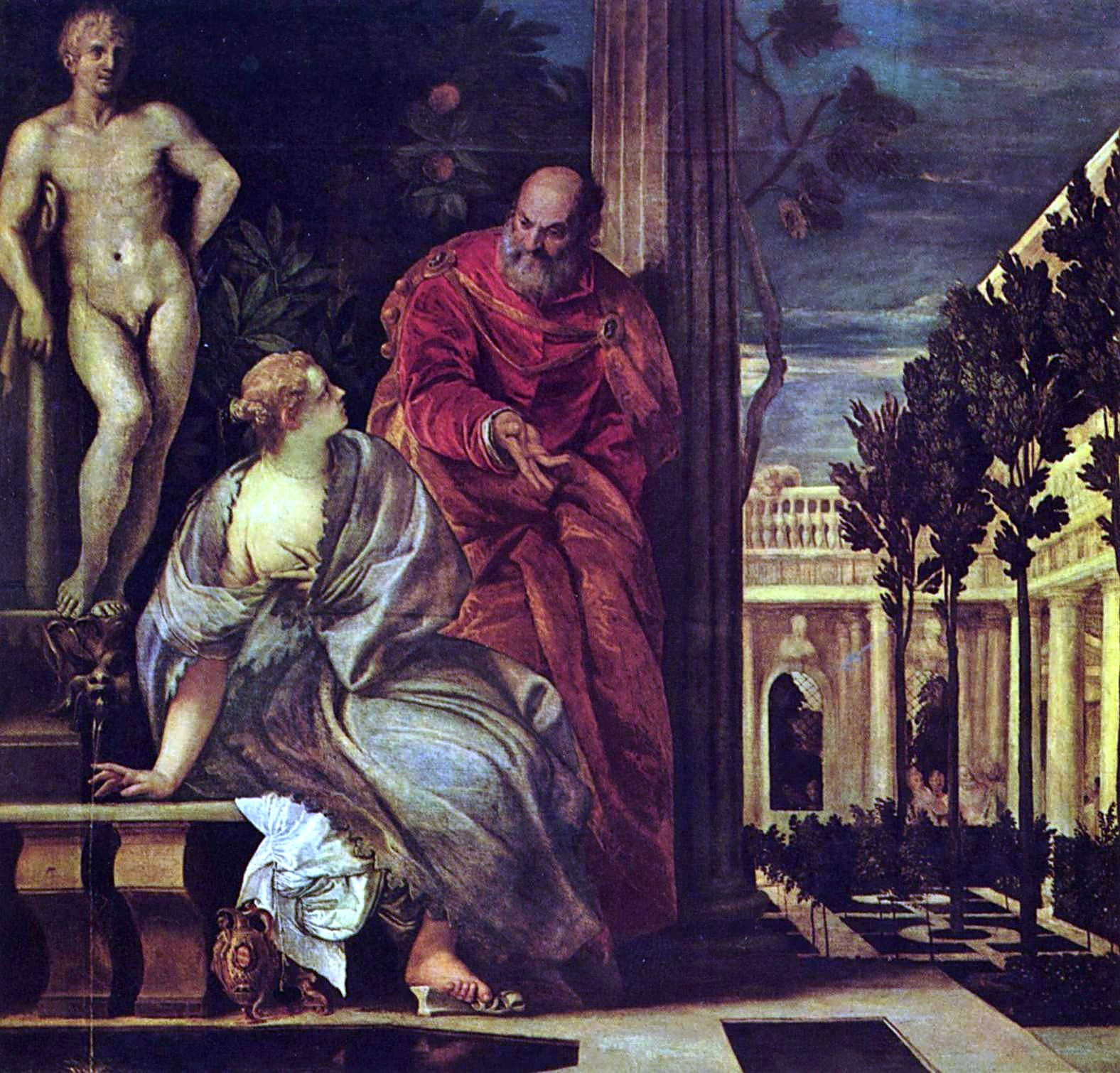
Betsabe v lázni, Paolo Veronese (circa 1575)
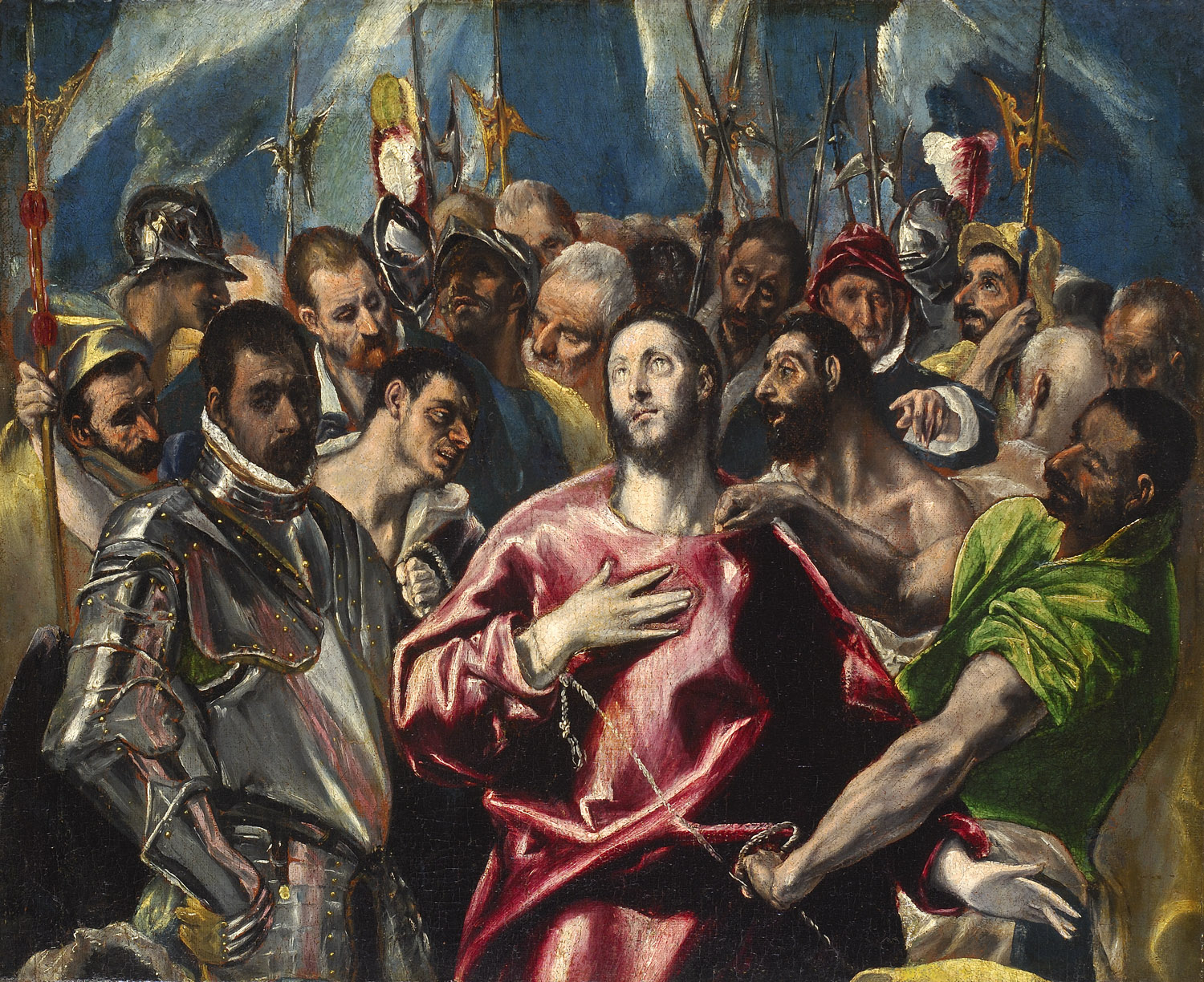
Svlékání Krista, El Greco (1581-85)
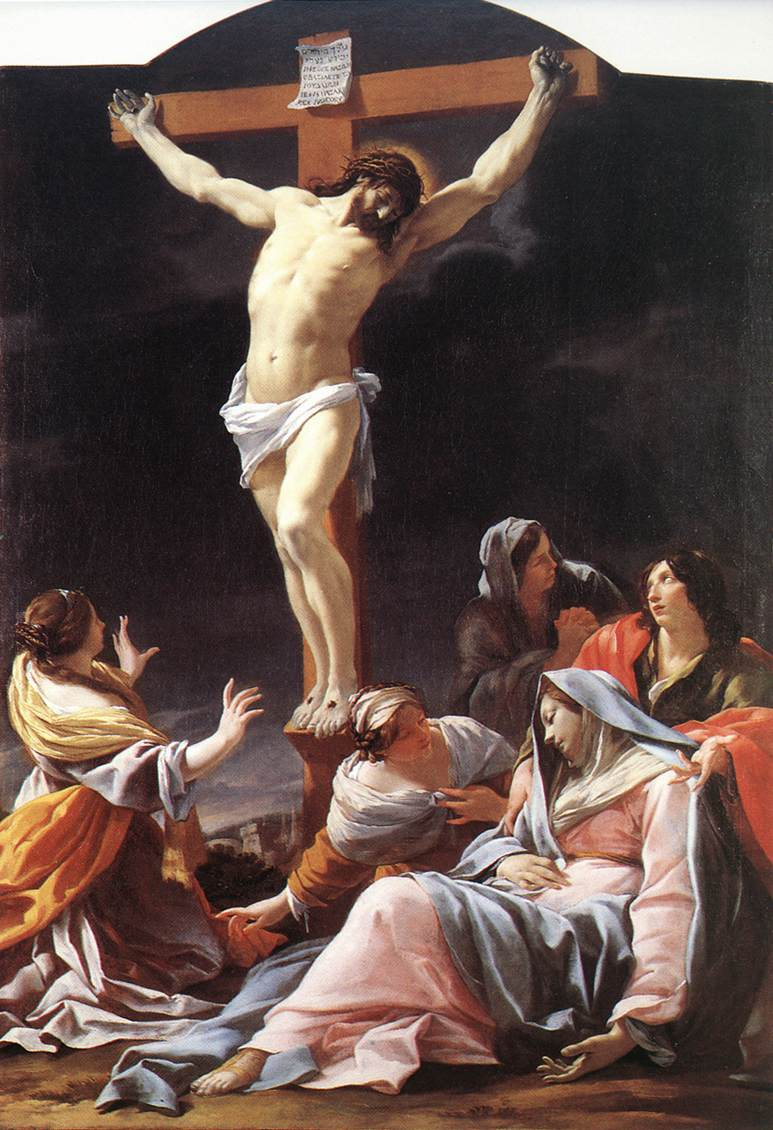
Ukřižování, Simon Vouet (circa 1636-37)
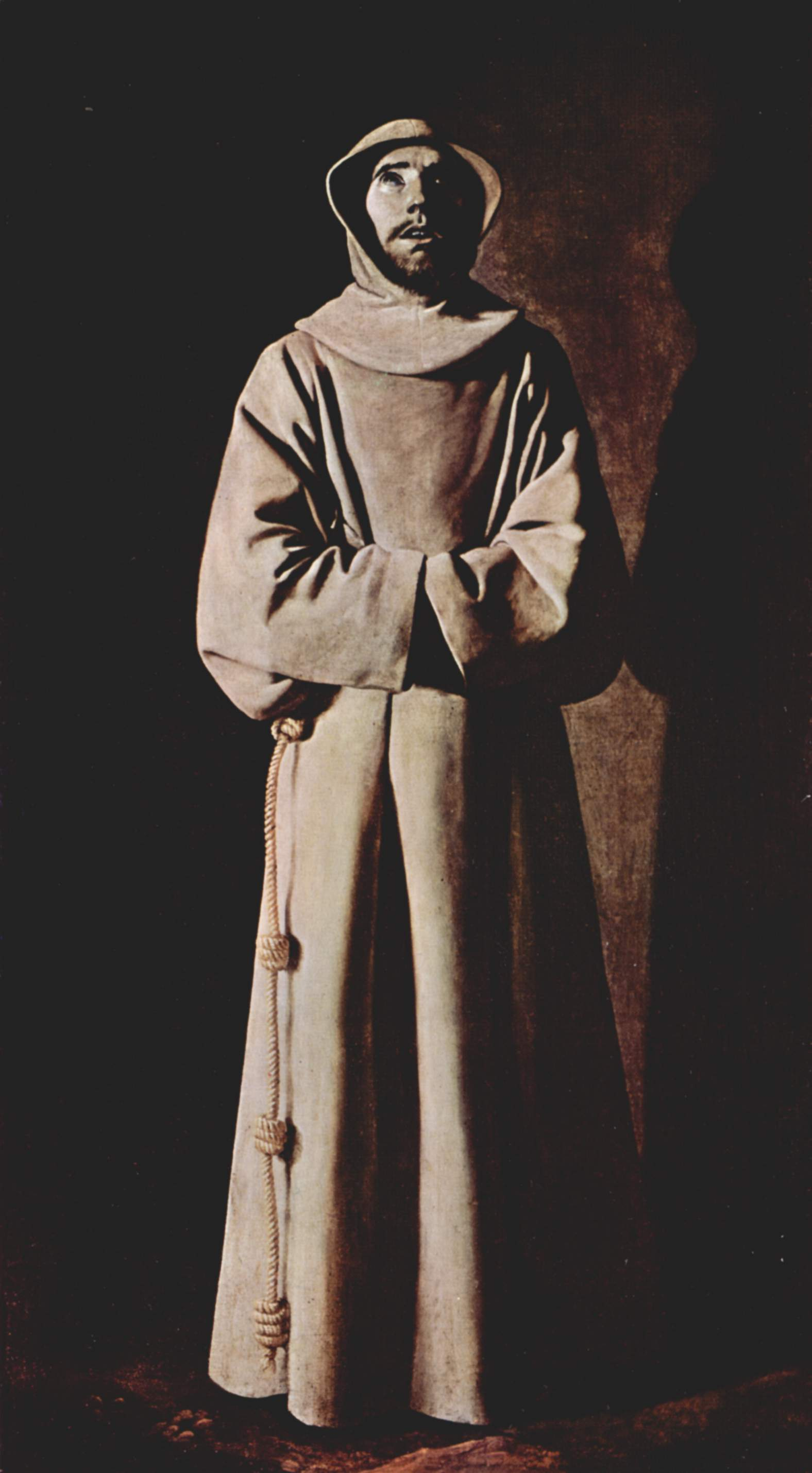
Sv. František z Assisi, Francisco de Zurbarán (circa 1645)
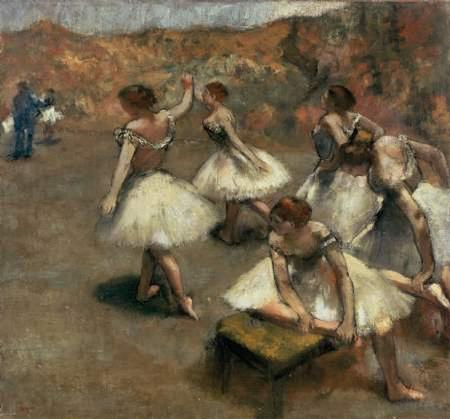
Baletky, Edgar Degas (circa 1889)
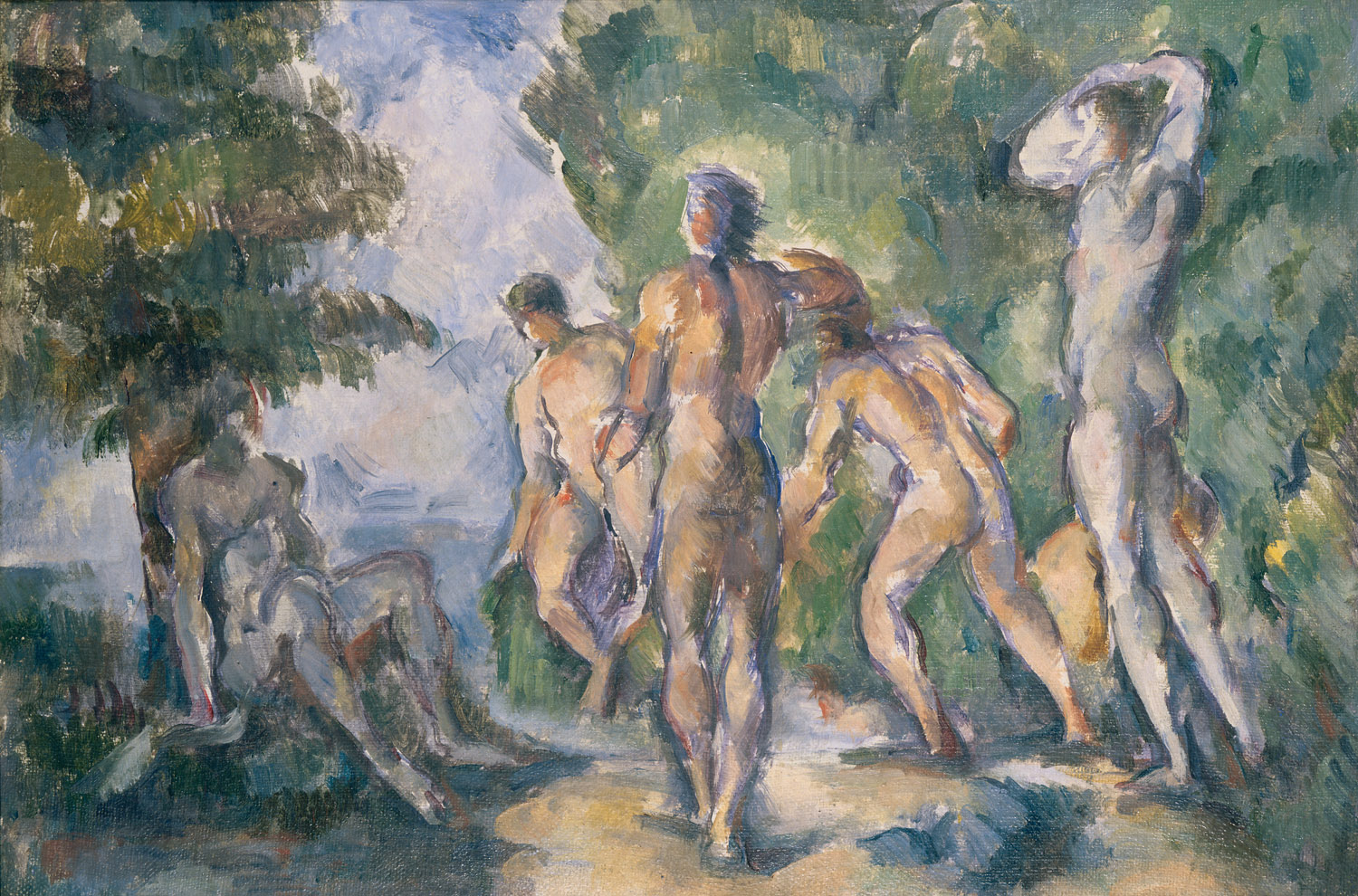
Koupající se muži, Paul Cézanne (1892)
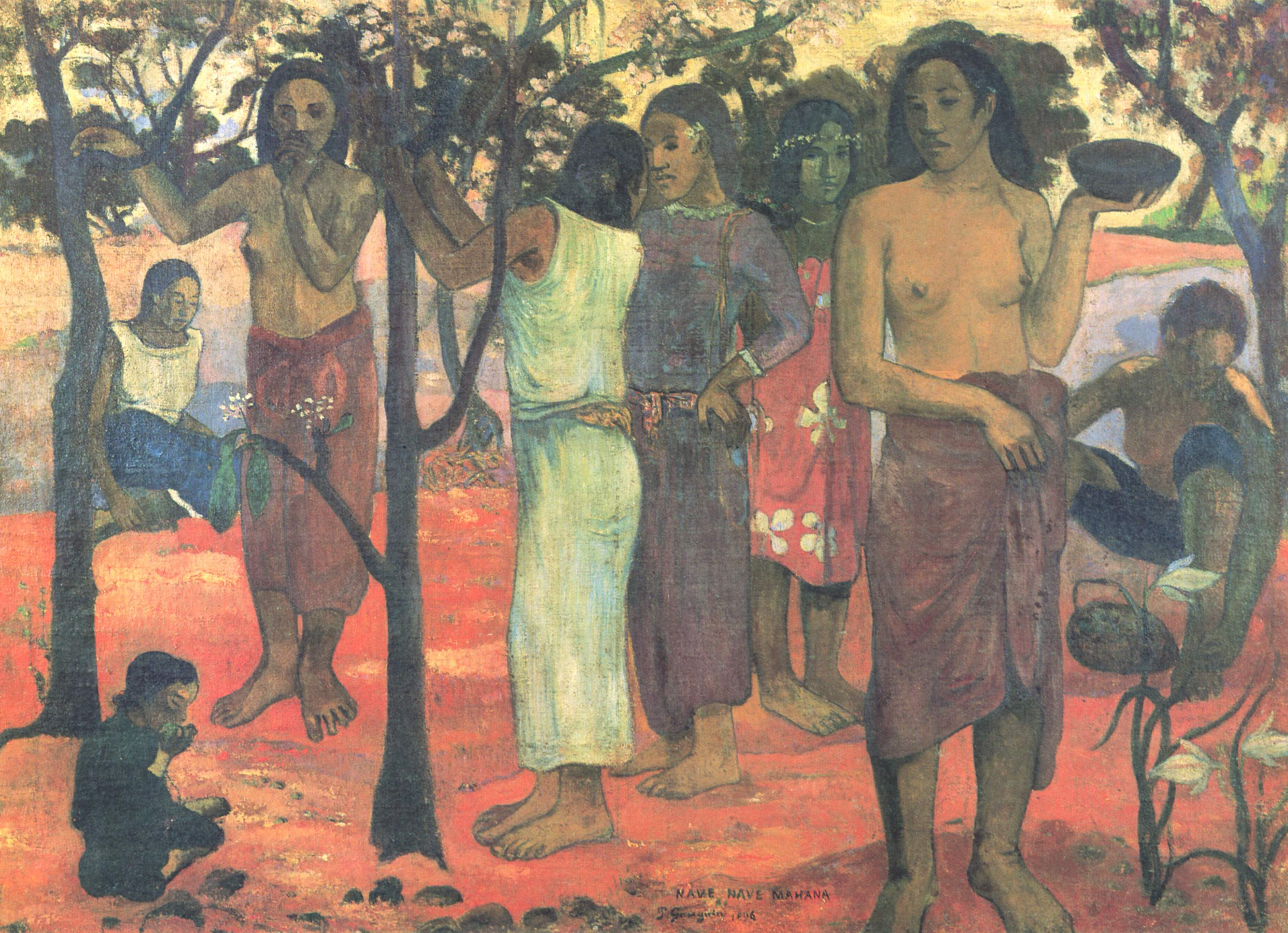
Nave nave mahana, Paul Gauguin (1896)
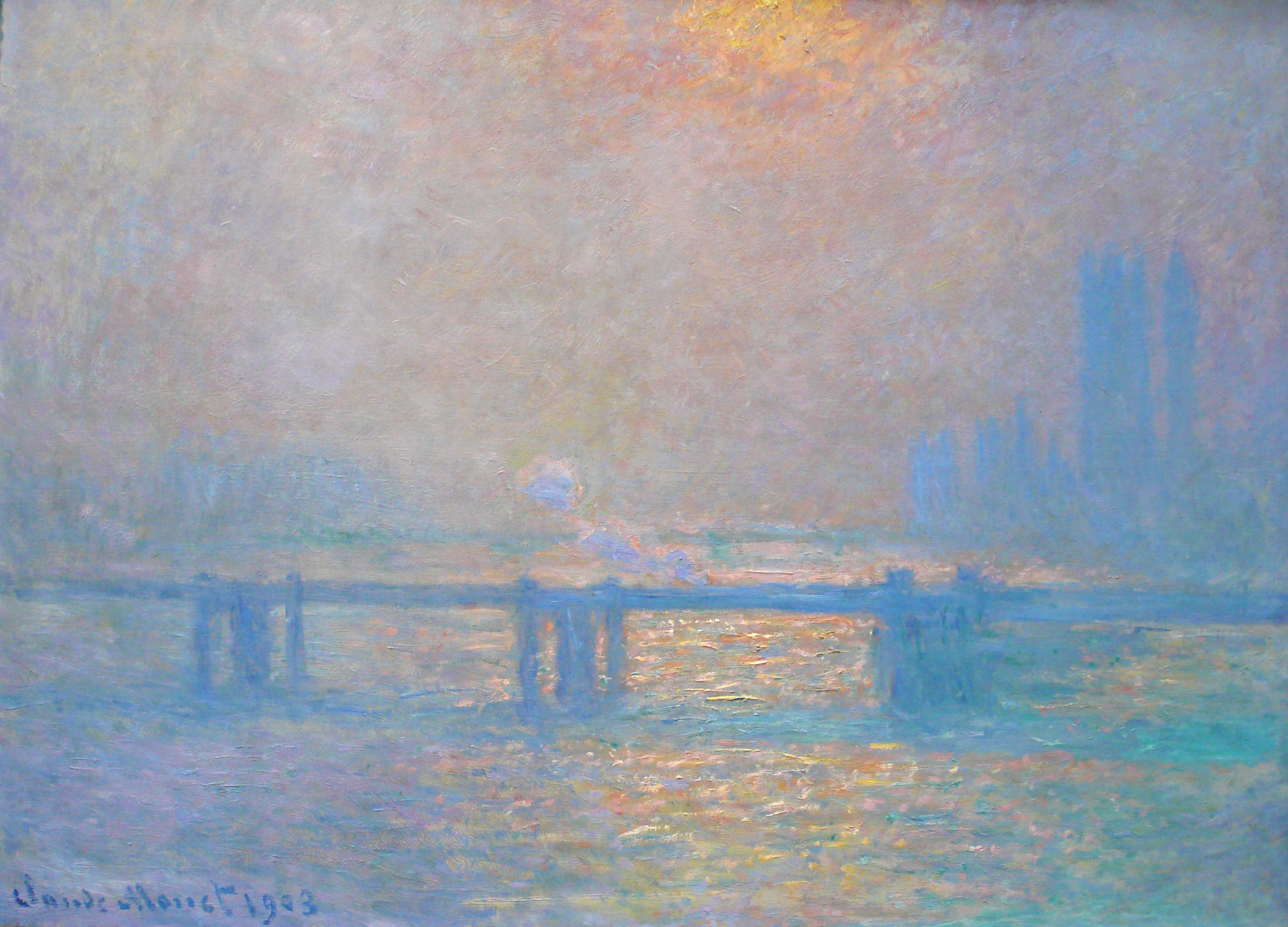
Charing Cross Bridge, la Tamise, Claude Monet (1903)

### Sochařství
Sbírka sochařství čítá kolem 1300 děl. Část je instalována v bývalé klášterní zahradě, sochařství devatenáctého století v bývalé kapli. V místnostech v prvním patře jsou vystavena nejstarší díla. Muzeum představuje sochy Mino da Fiesole, množství děl italského sochařství 15.-16. století (Verrocchio, Della Robbia, Donatello, Michelangelo), díla francouzských sochařů - Antoine Coysevox, Antonio Canova, Joseph Chinard, Jean-Baptiste Carpeaux, Auguste Bartholdi, Auguste Rodin (jedna z největších sbírek na světě), Antoine Bourdelle, Auguste Renoir, Ossip Zadkine, Amedeo Modigliani, Pablo Picasso, Henri Laurens, Arman.

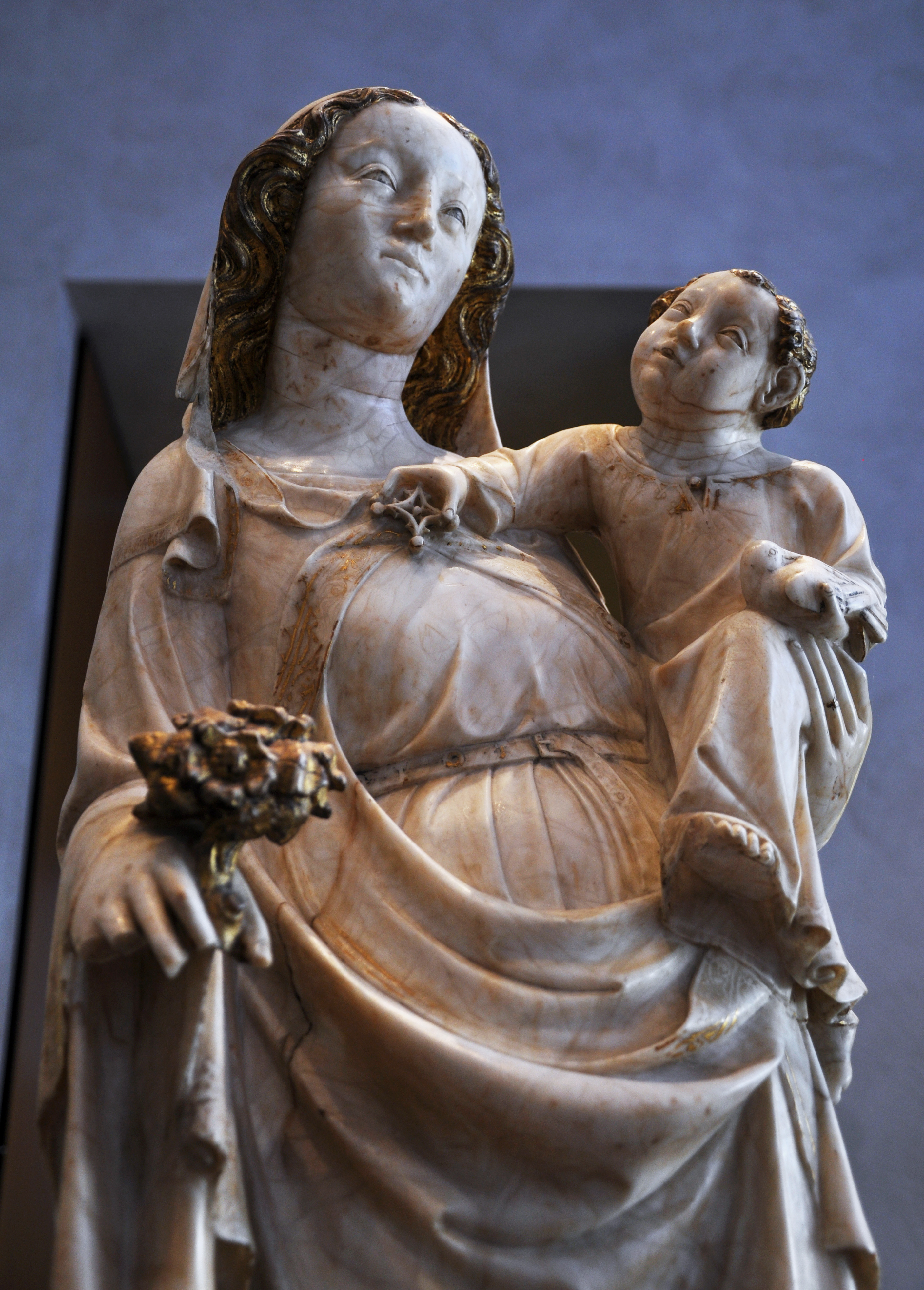
Madona s dítětem, pol. 14. stol.
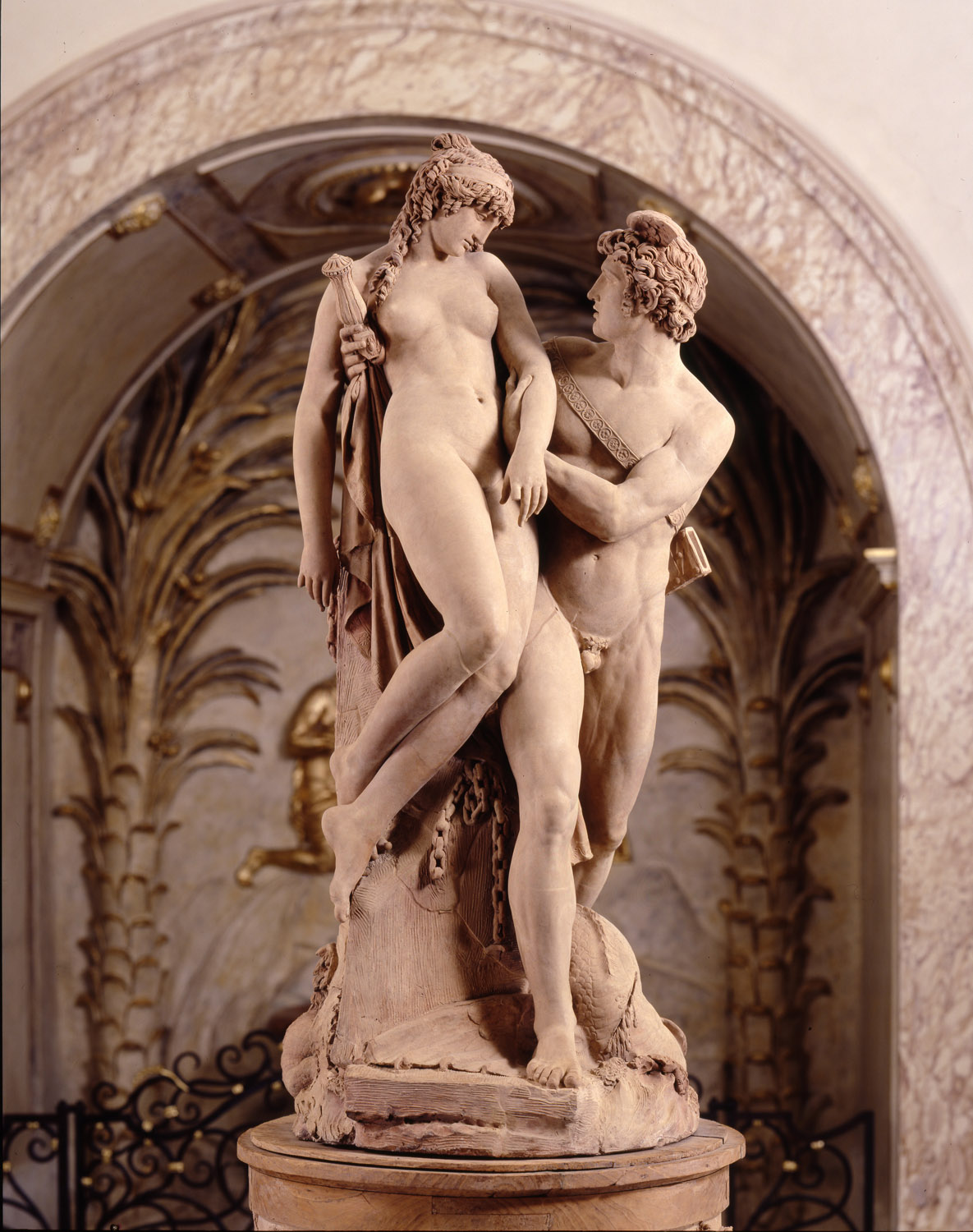
Perseus a Andromeda, Joseph Chinard (1791)
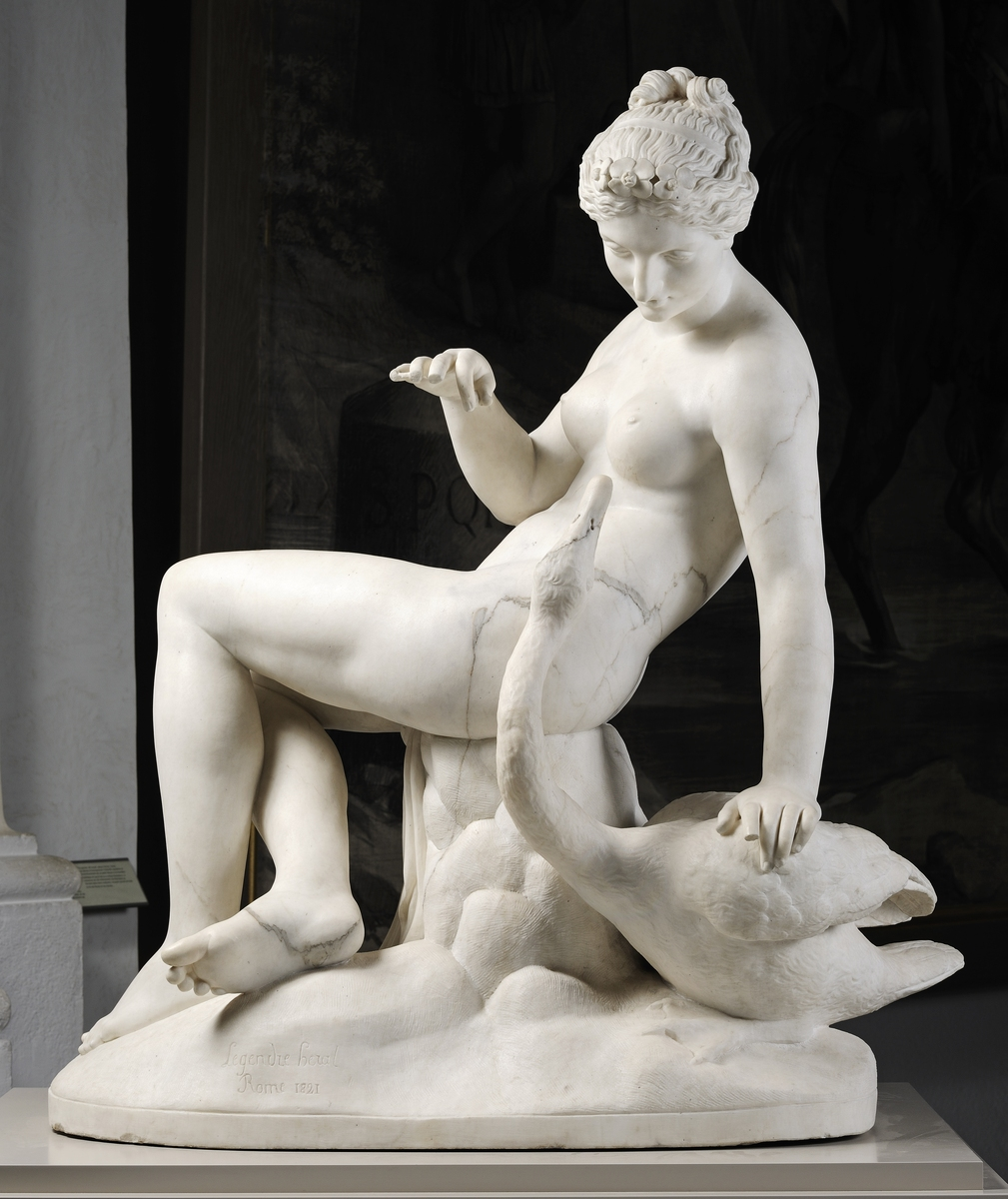
Léda s labutí, Jean-François Legendre-Heral (1821)
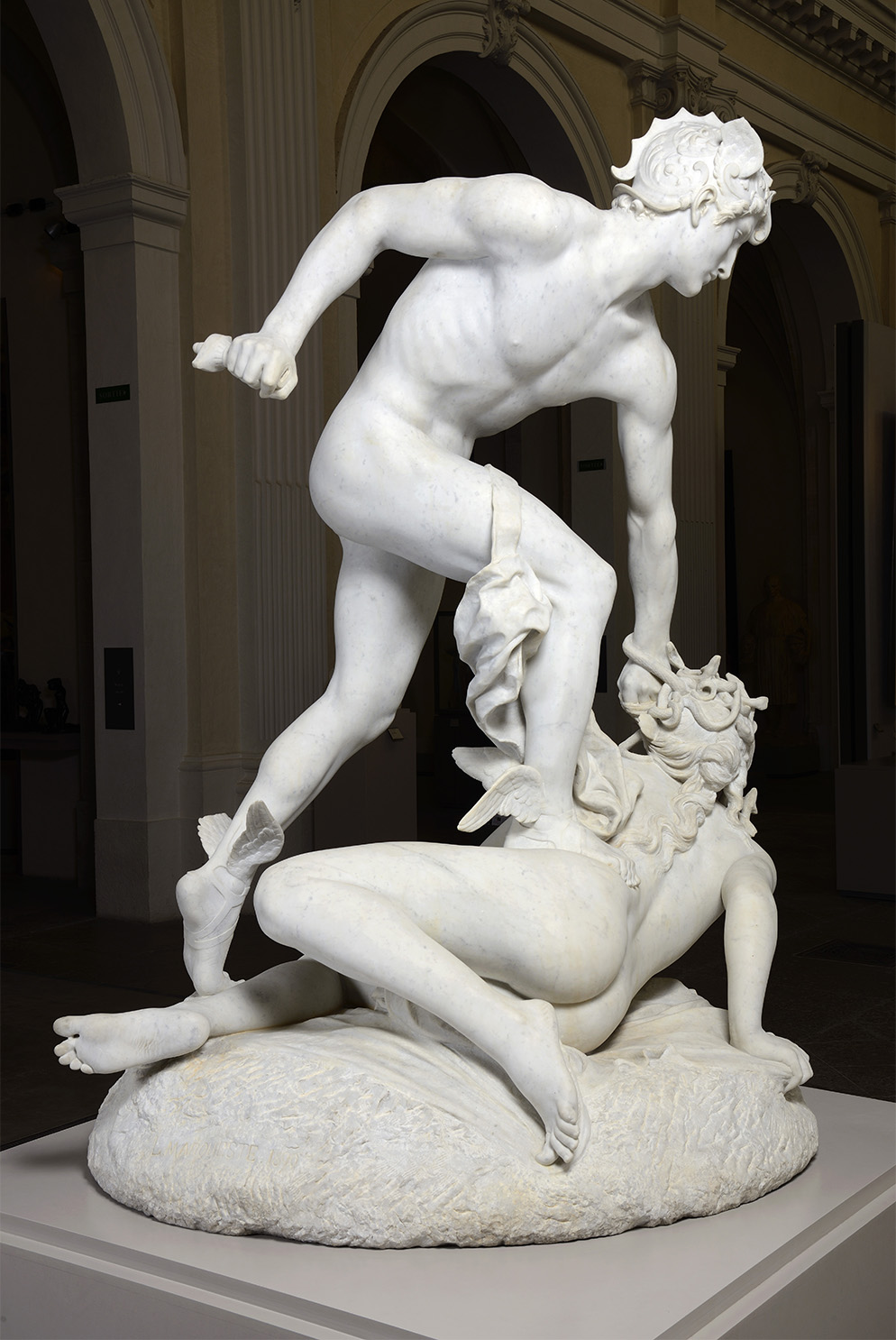
Perseus zabíjející Medusu, Laurent-Honoré Marqueste (1875-1890)
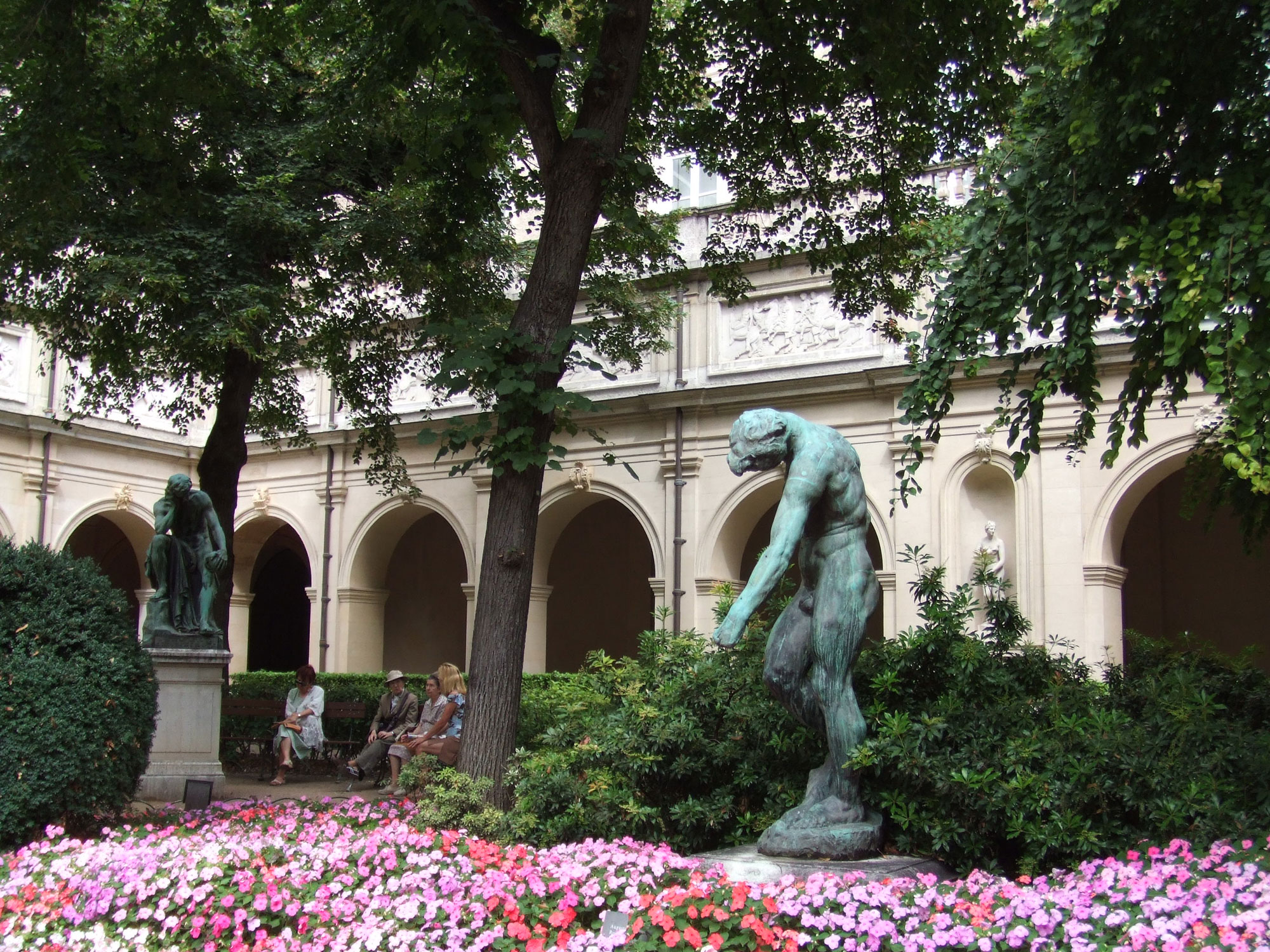
Stín Adama, Auguste Rodin
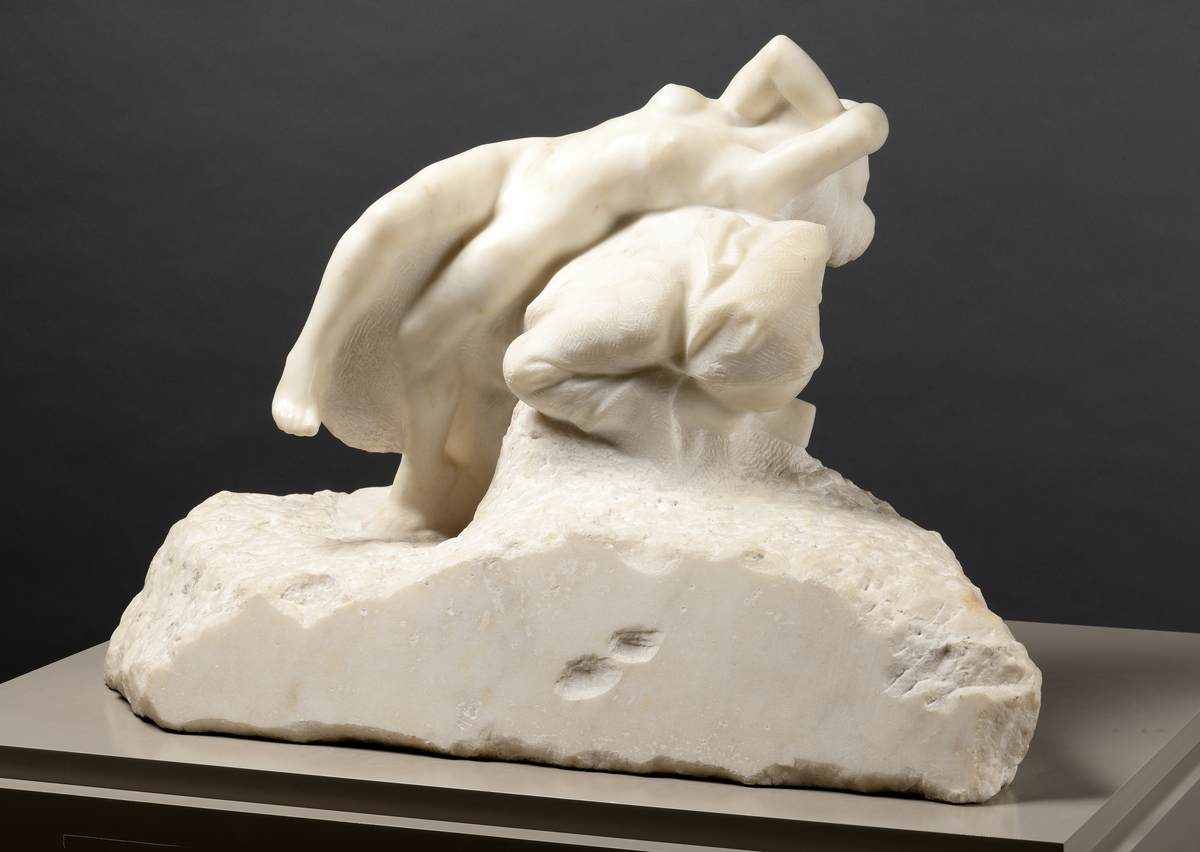
Pokušení sv. Antonína Auguste Rodin (před 1900)
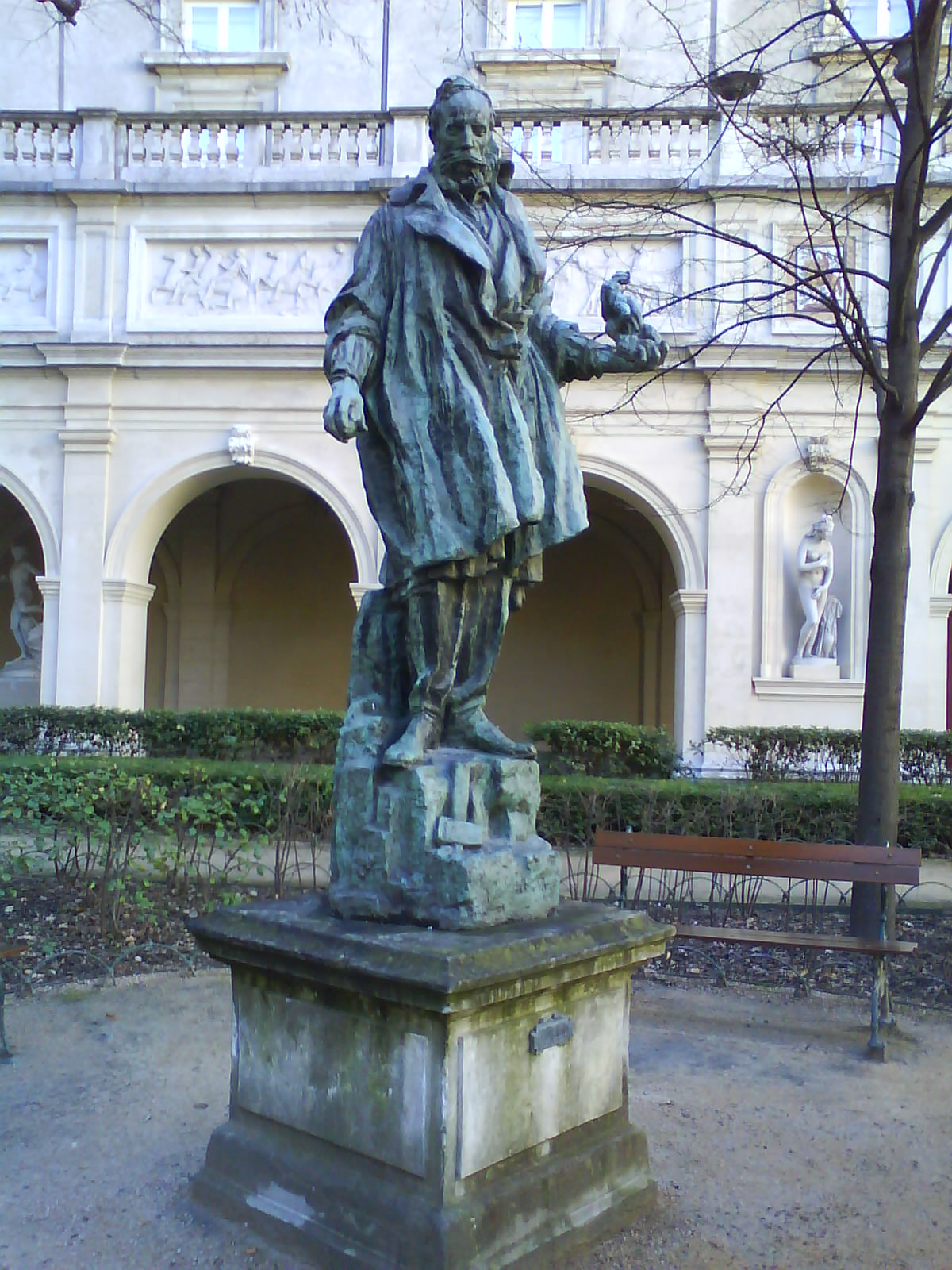
Carpeaux při práci, Antoine Bourdelle
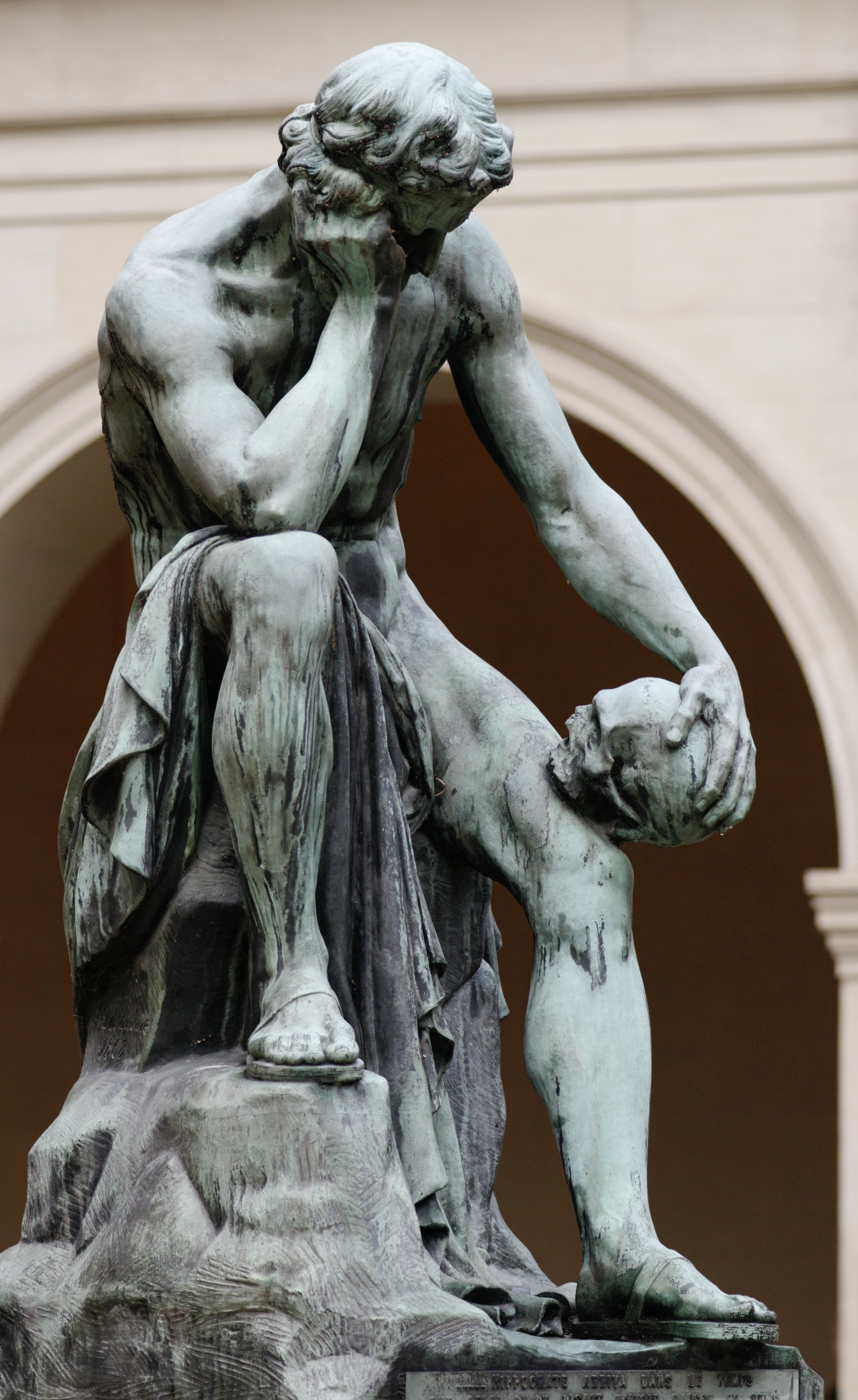
Democrites meditující o sídle duše, Léon-Alexandre Delhomme
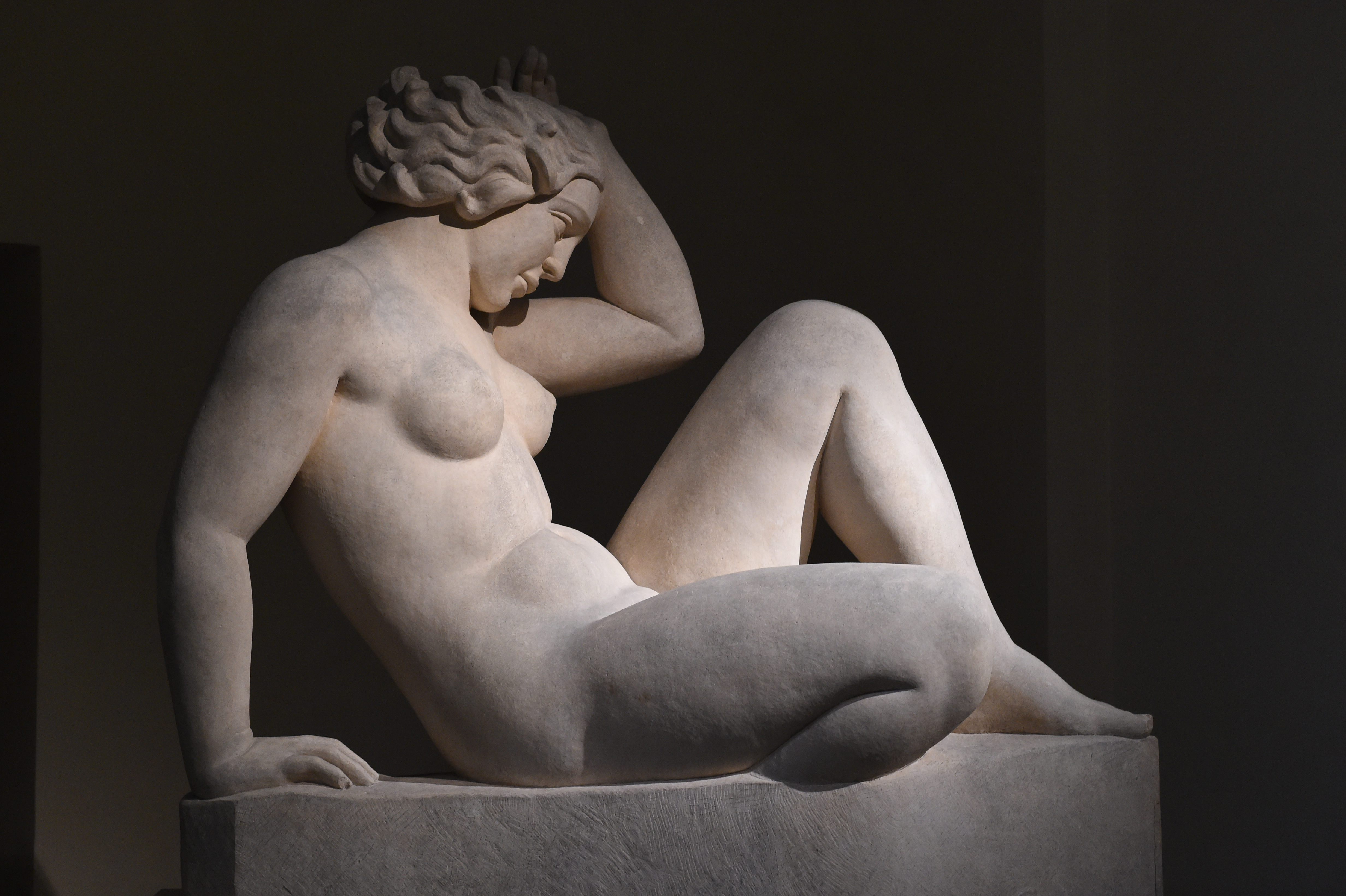
Venuše, Aristide Maillol (1937)
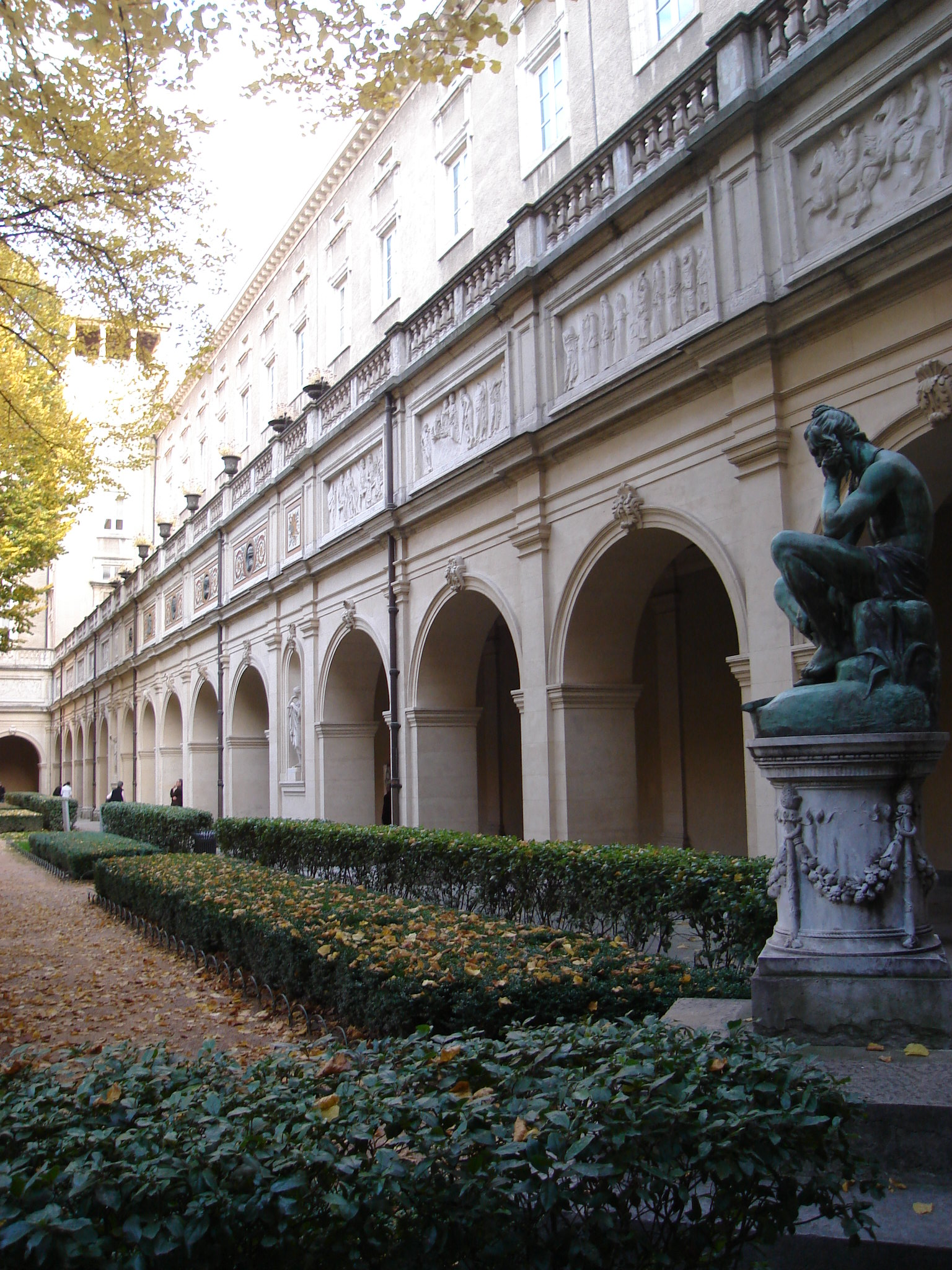
Zahrada muzea

### Egyptské a antické umění
V Lyonu má egyptologie dlouhou tradici. Základ sbírky byl převeden z muzea Louvre. Roku 1954 věnovala muzeu 1000 artefaktů rodina egyptologa Victora Loreta. Muzeum vlastní celkem 14.000 egyptských objektů a egyptská sbírka, vystavená v devíti místnostech, představuje velkou část oddělení antiky. V jedné z místností jsou vystaveny dveře chrámů faraonů Ptolemaia III. a Ptolemaia IV. Jedna místnost je zasvěcena starobylému východnímu umění a čtyři místnosti umění Říma, Řecka a Etrusků.

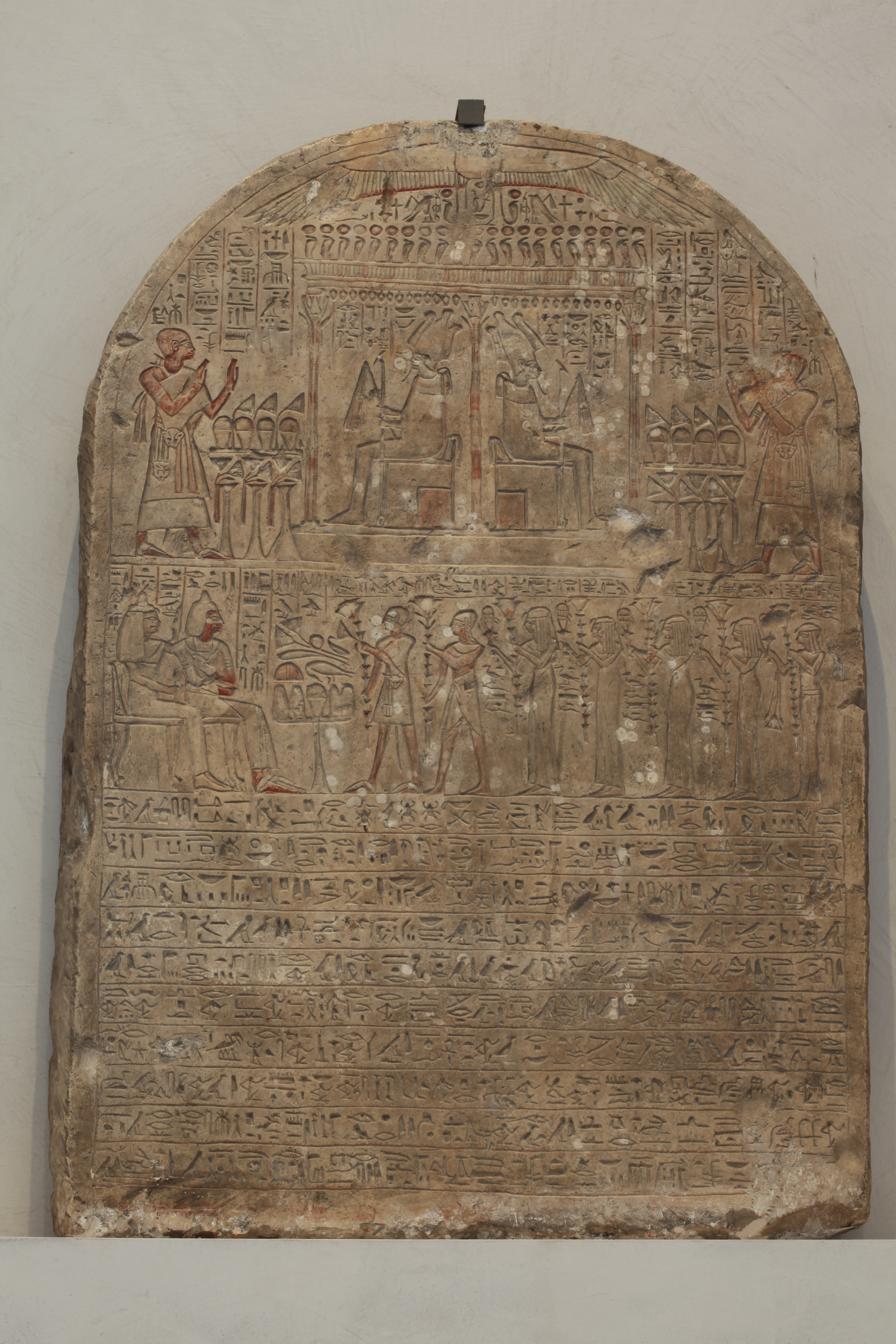
Stéla, kolem 1400 BC
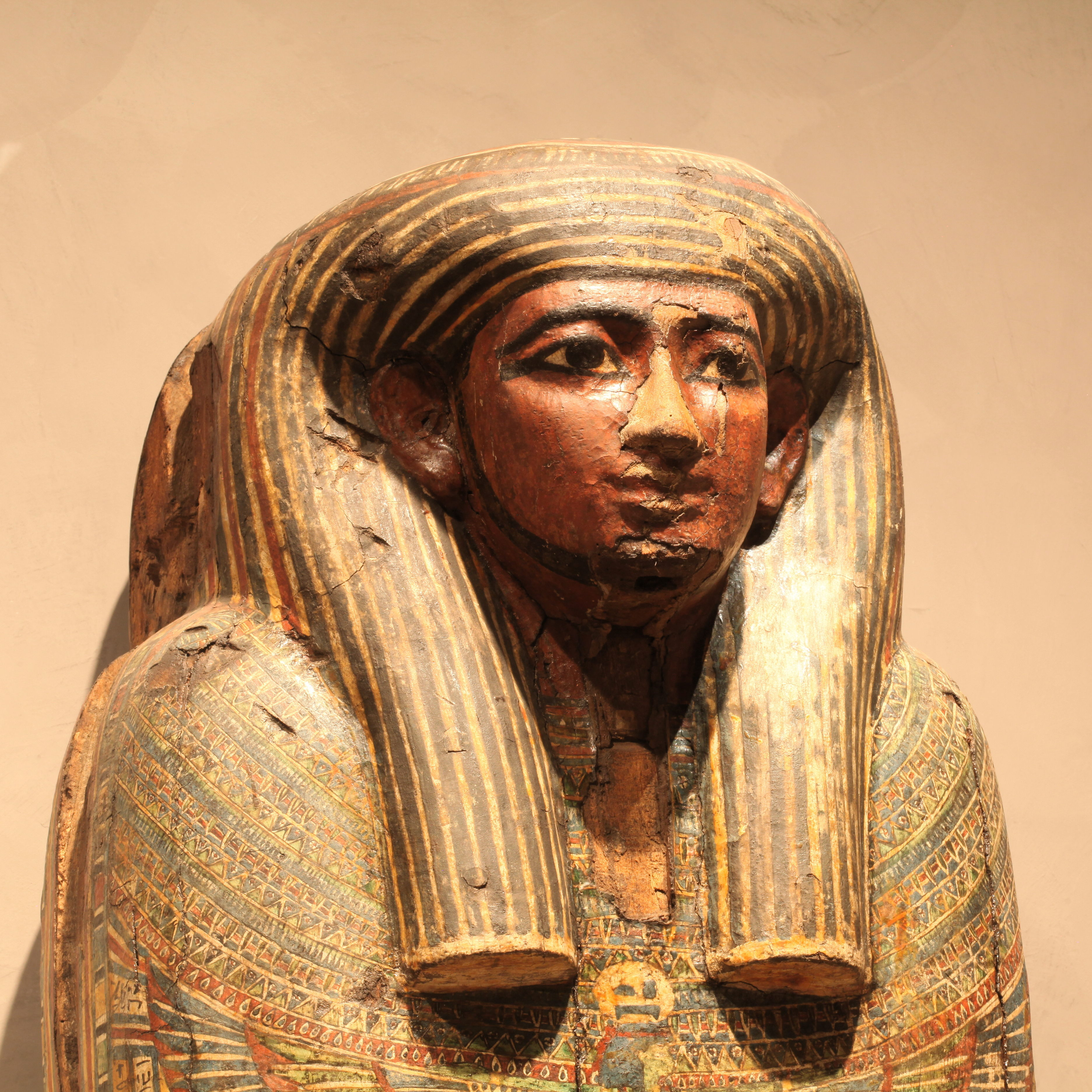
detail egyptského sarkofágu, 720-650 BC
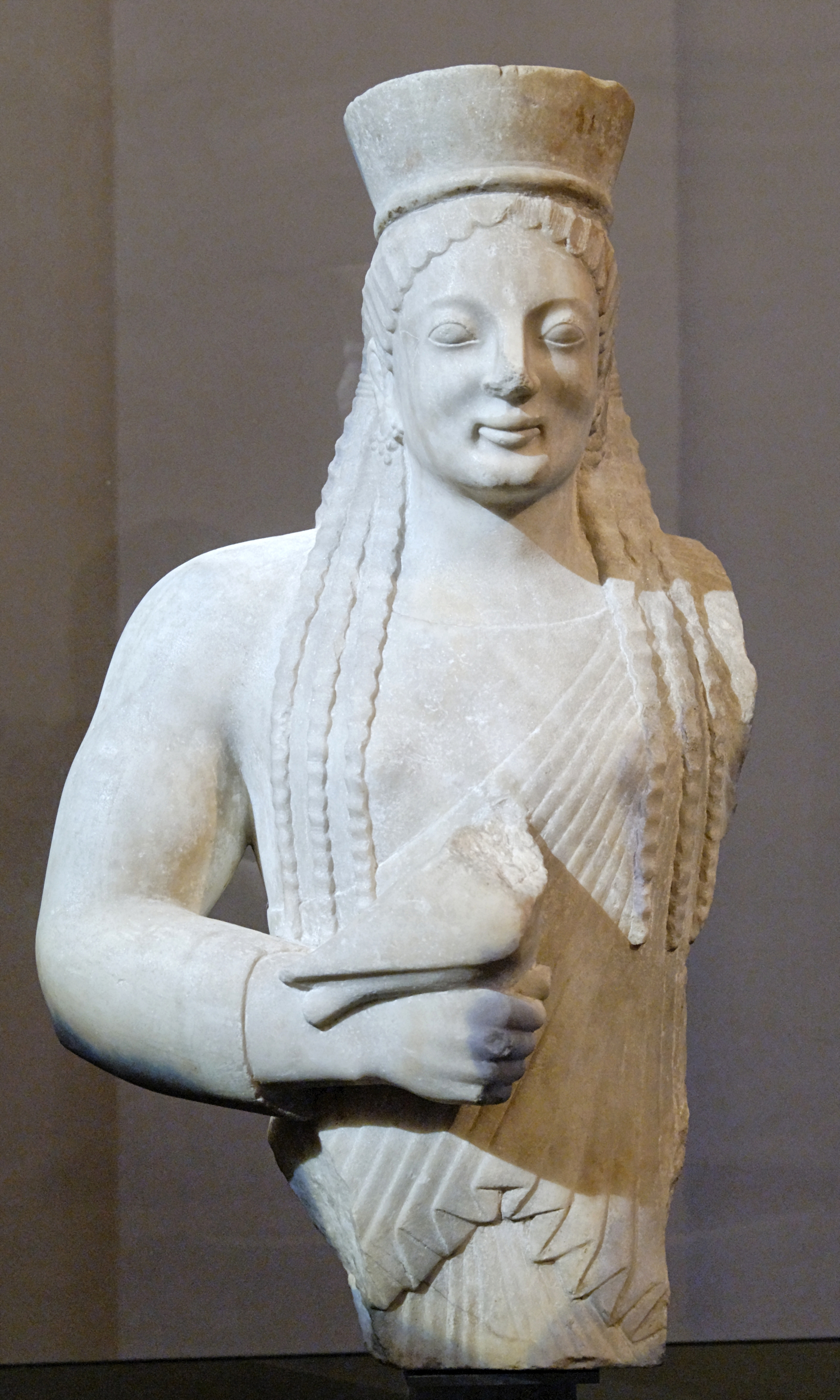
Koré, Řecko, 550-540 BC
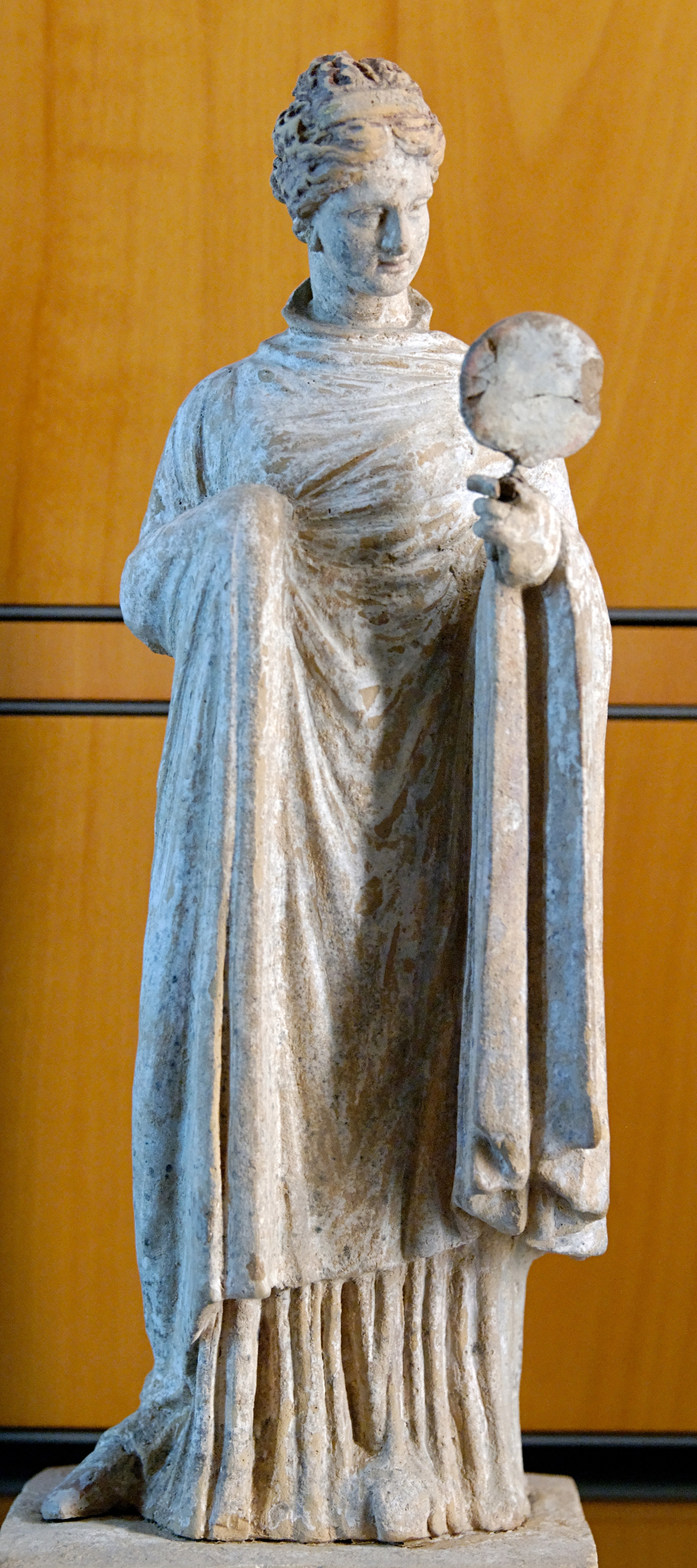
Žena se zrcadlem terakota, Tangara, 4.-3. stol. BC
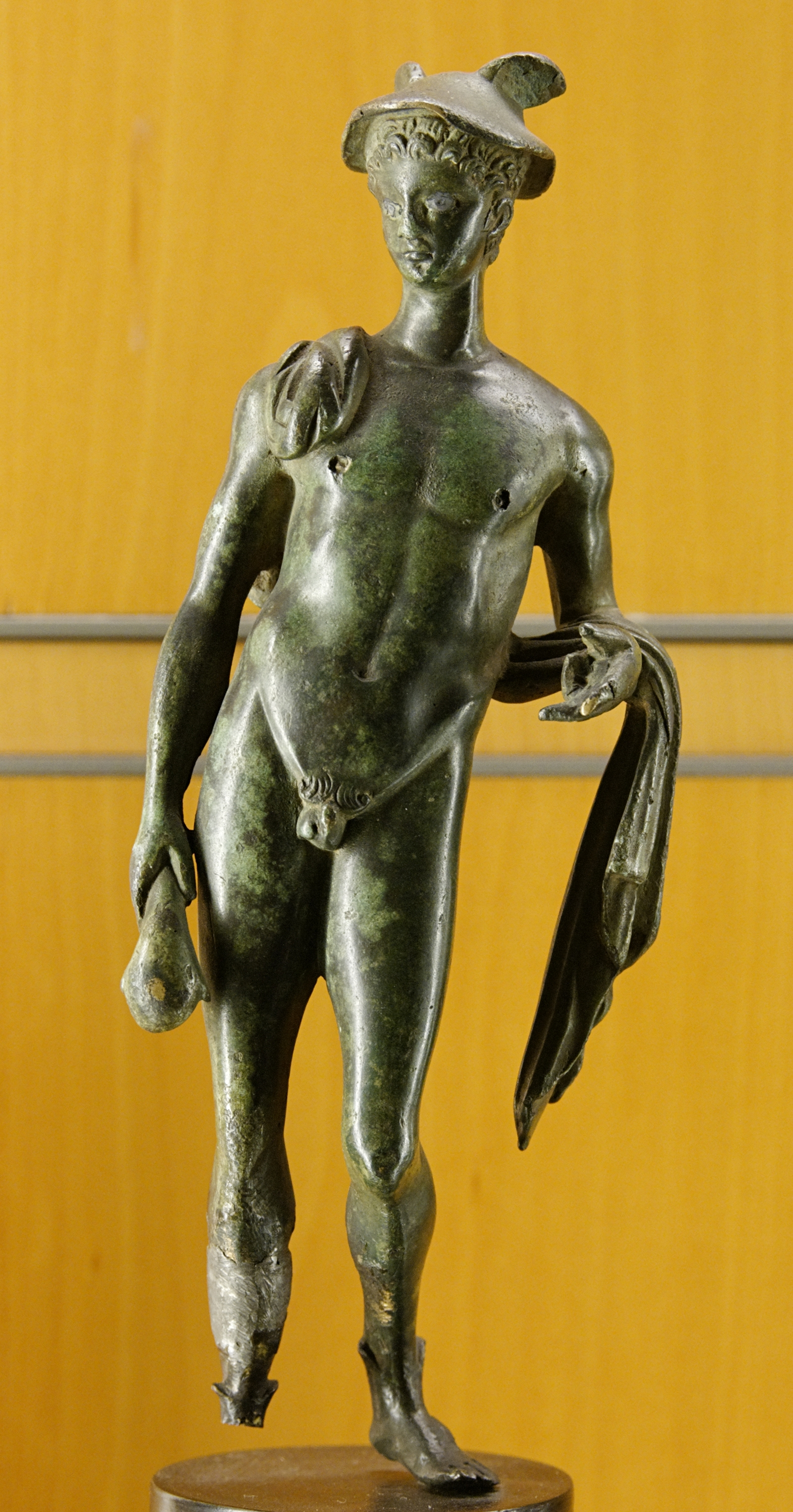
Merkur, římský bronz
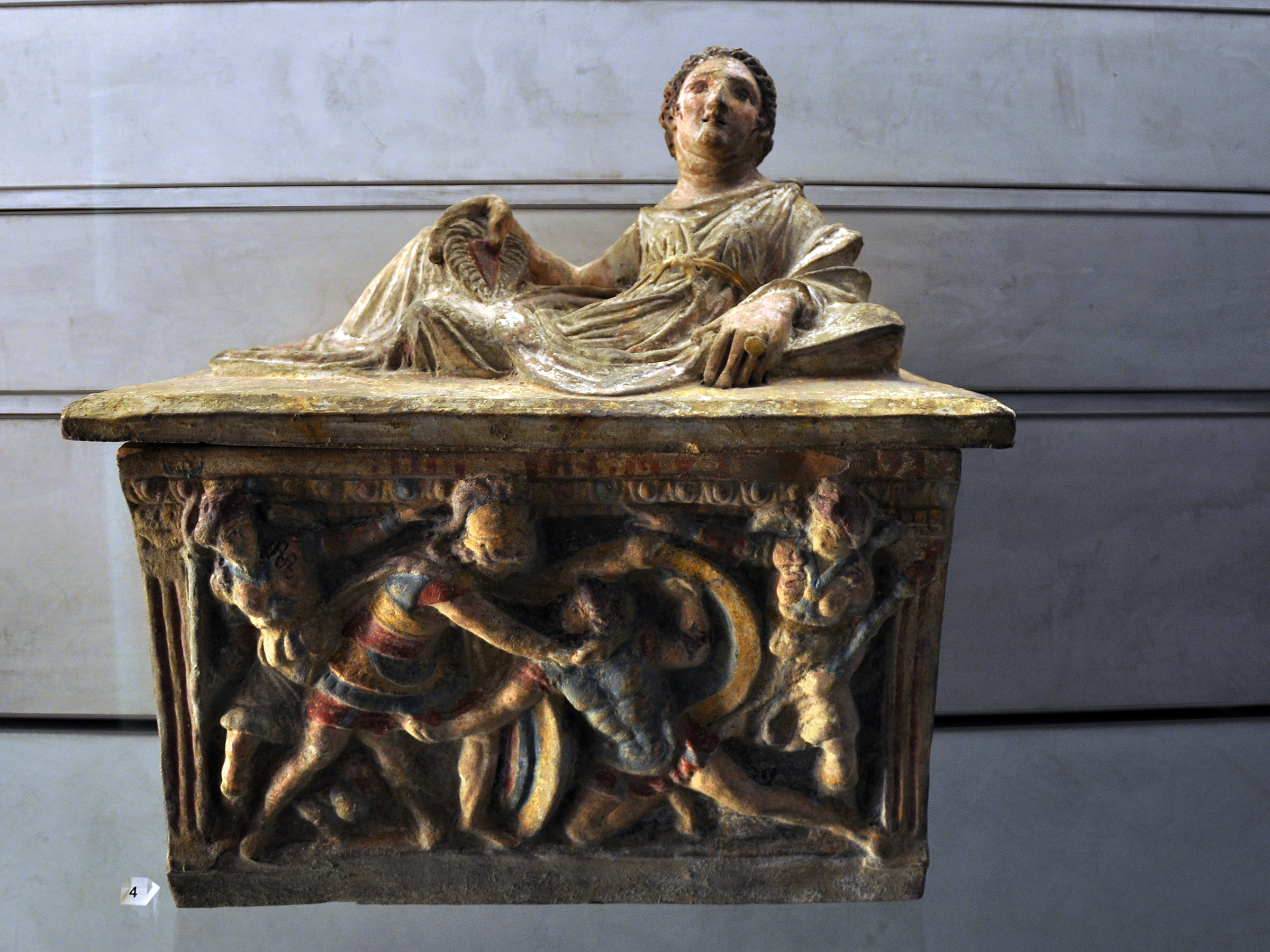
Etruský náhrobek, 2. stol.

### Medaile a mince
Sbírka má kolem 50 000 objektů, především mincí, medailí a pečetí. Je po Francouzské národní knihovně druhá nejvýznamnější ve Francii a má významné místo i ve světě. V numismatické sbírce jsou francouzské mince od 14. stol., včetně pokladu ukrytého během stoleté války kolem roku 1360 poblíž Terreaux, až do počátku devatenáctého století.

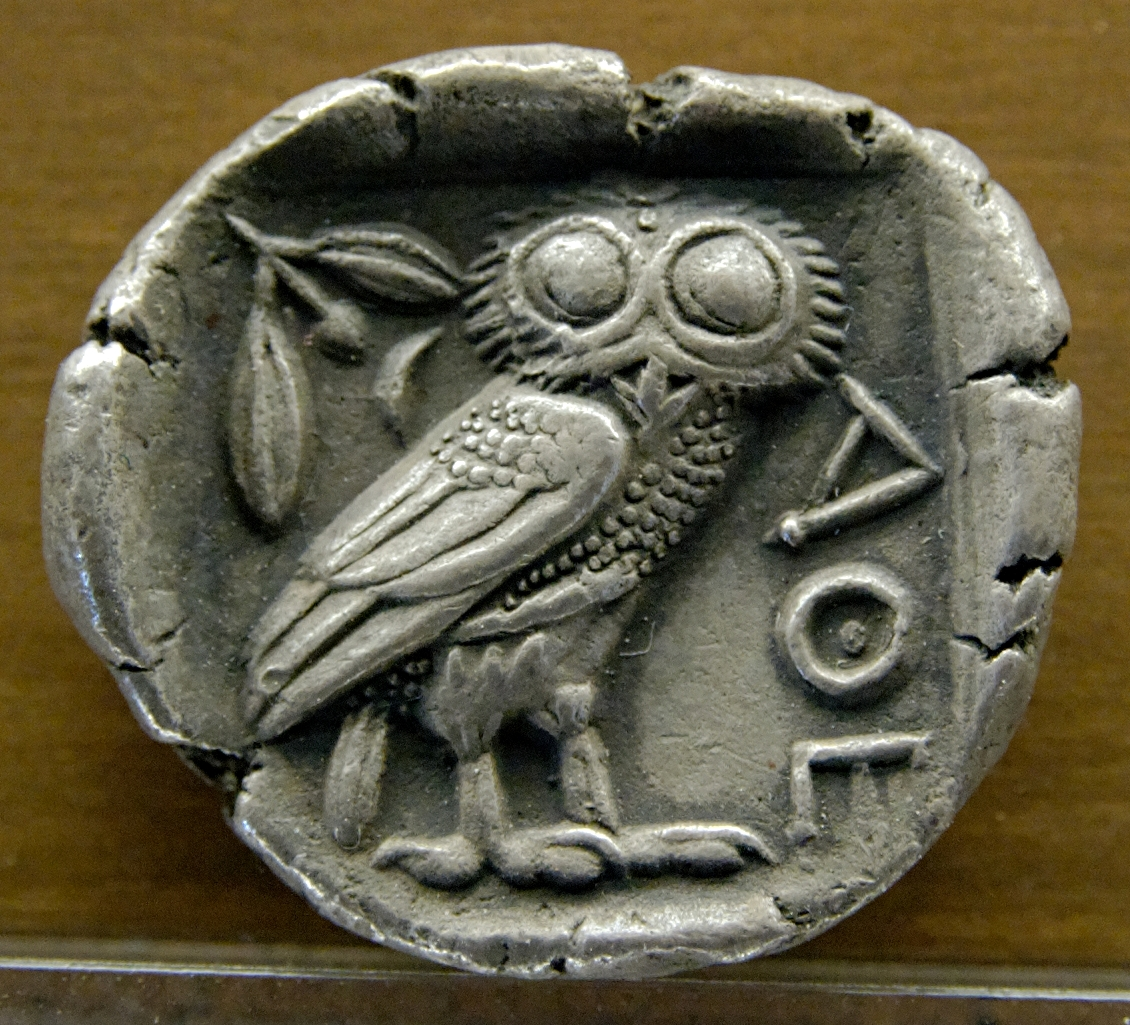
Stříbrná tetradrachma z Atén, 480–420 BC
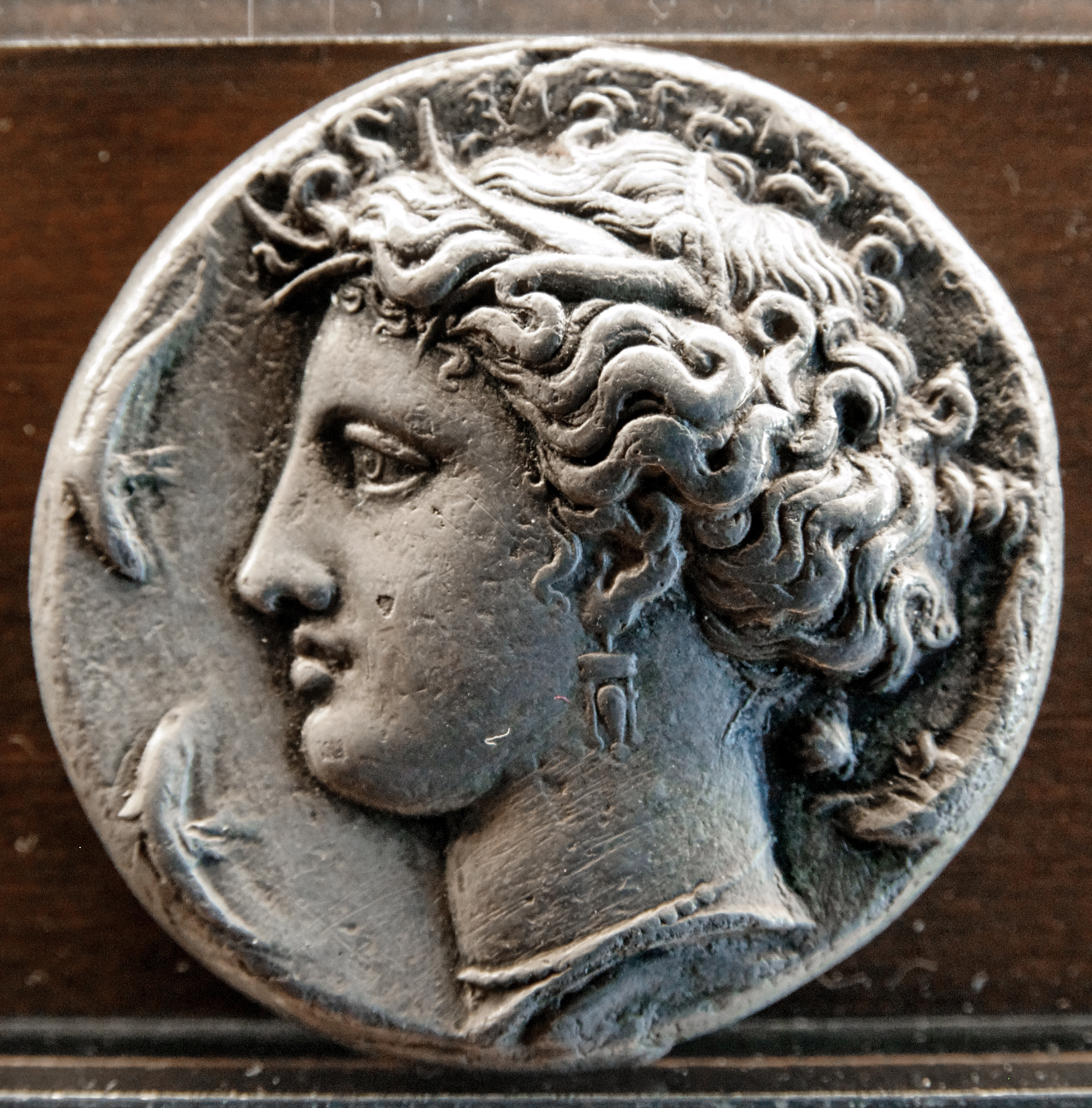
Tetradrachma, Syrakusy kol. 400 BC
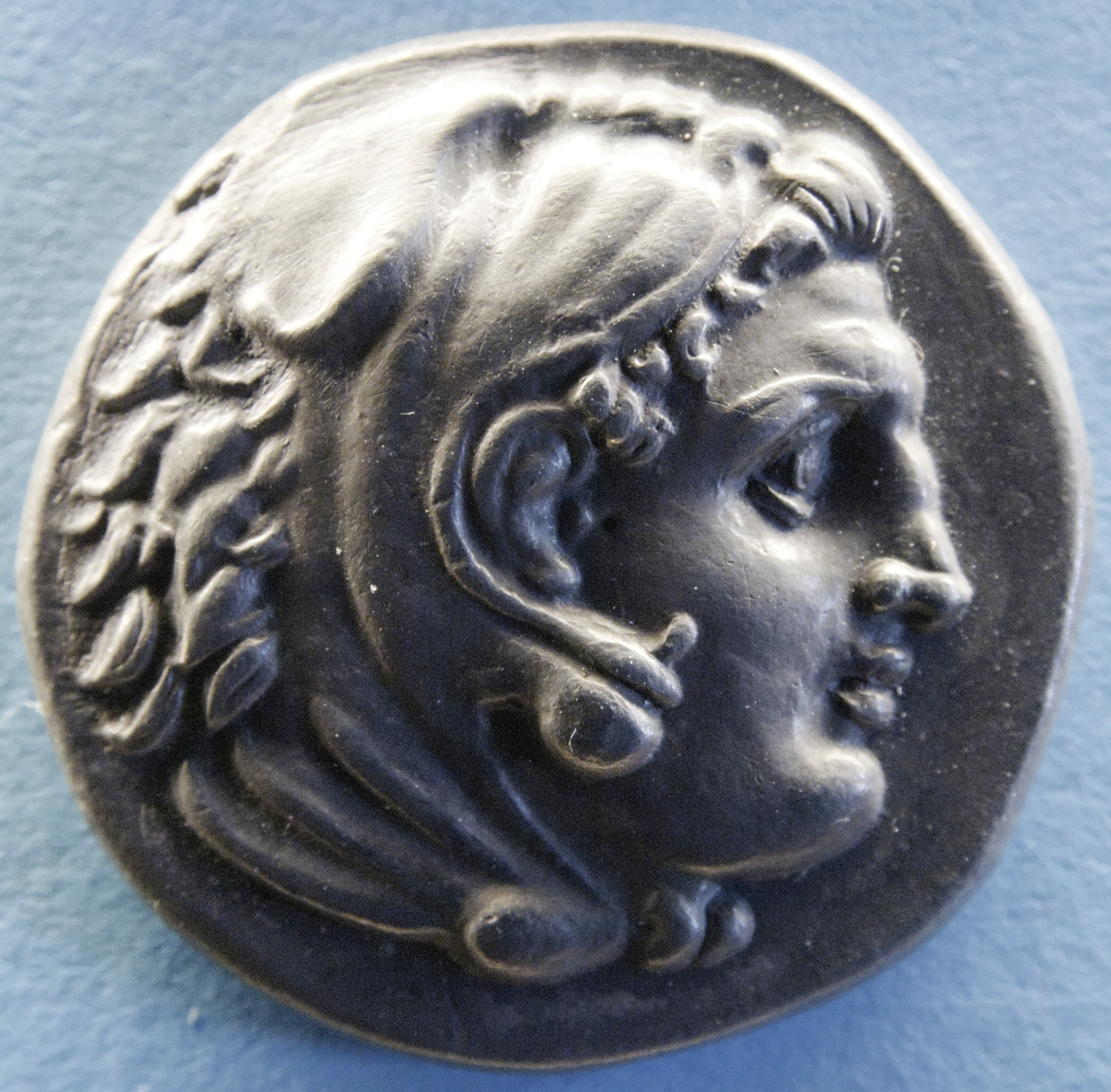
Tetradrachma Alexandra Velikého
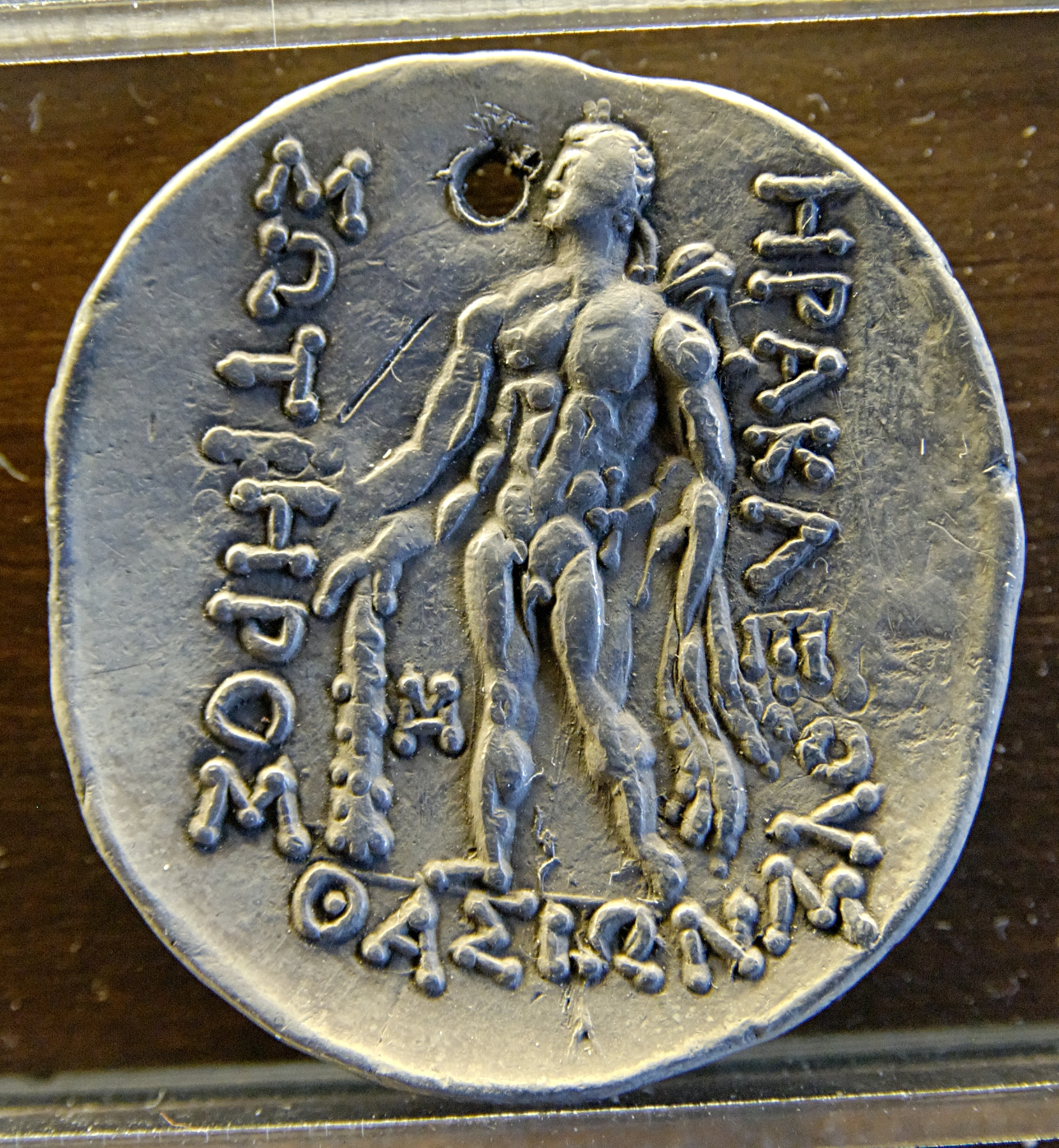
Héraklés, tetradrachma Thasos
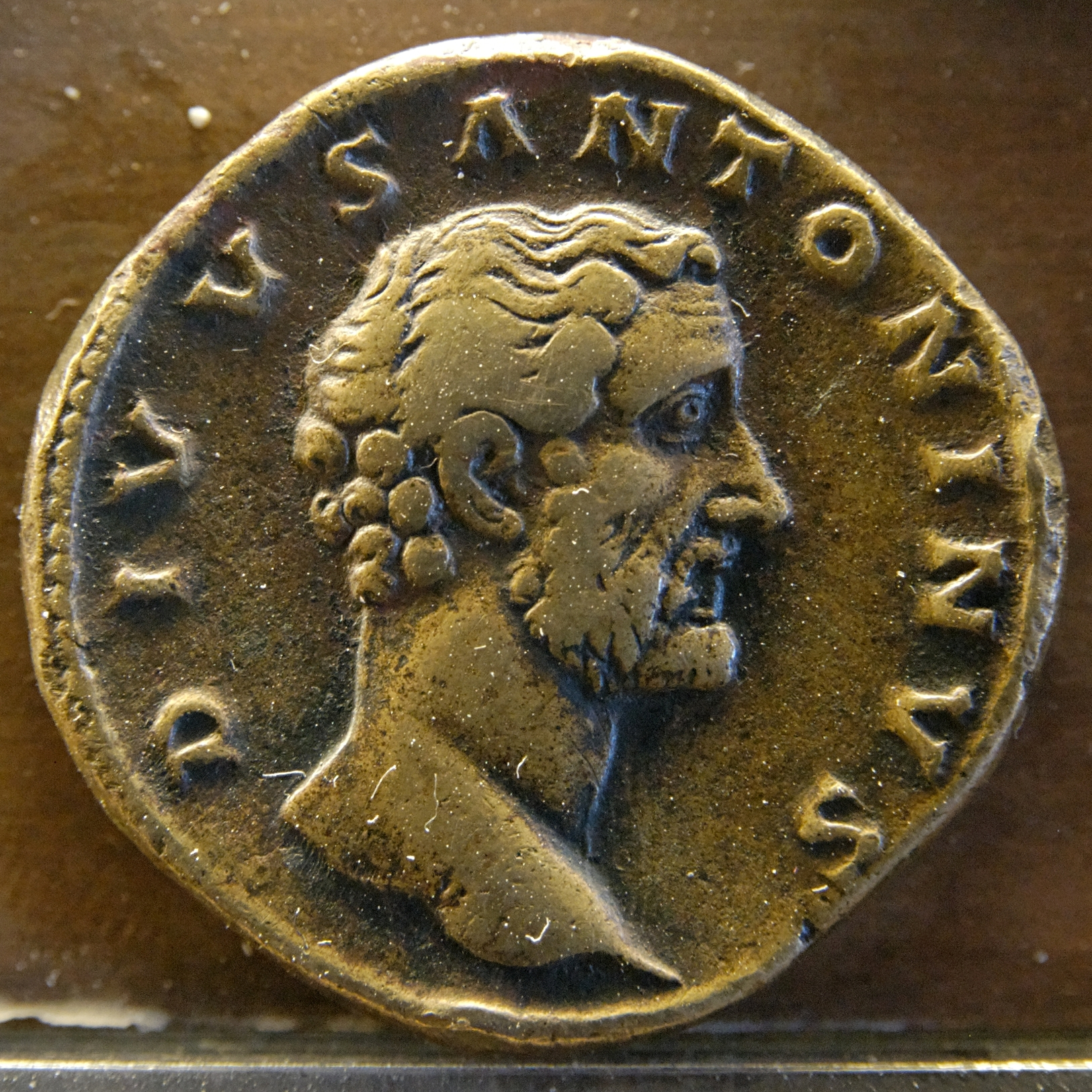
Sestercius Antonino Pio

### Užité umění
Sbírka obsahuje předměty od středověku až do dvacátého století. Důležitou součástí sbírky jsou objekty zdobené smalty, pocházející z Limoges, byzantské řezby ve slonovině, renesanční fajáns a majolika, produkty lyonského hedvábnického průmyslu, secesní nábytek a zařízení navržené Hectorem Guimardem.

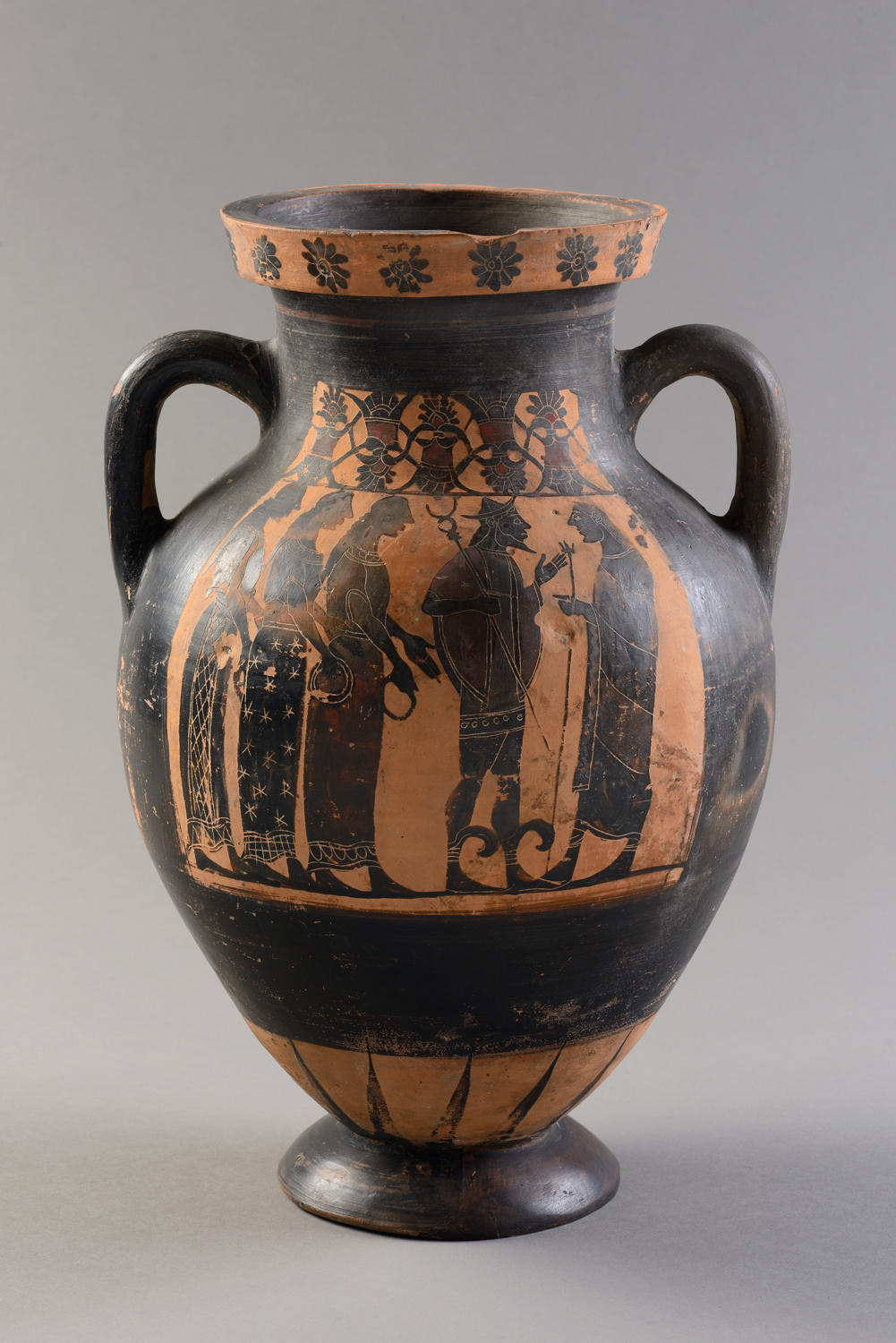
Amfora, Paridův soud, 6. stol. BC
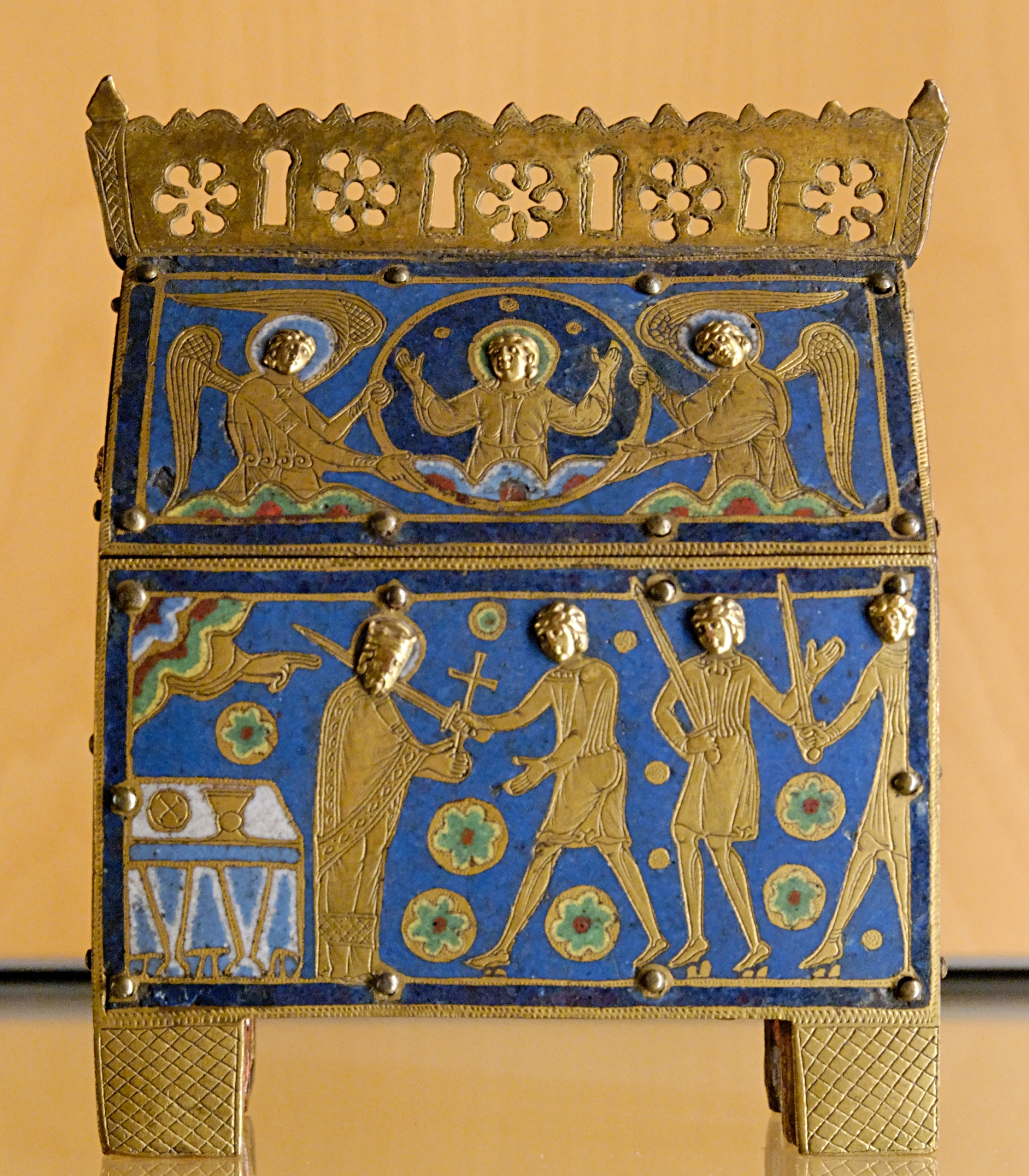
Relikviář sv. Tomáše Becketa, smalt z Limoges, circa 1210
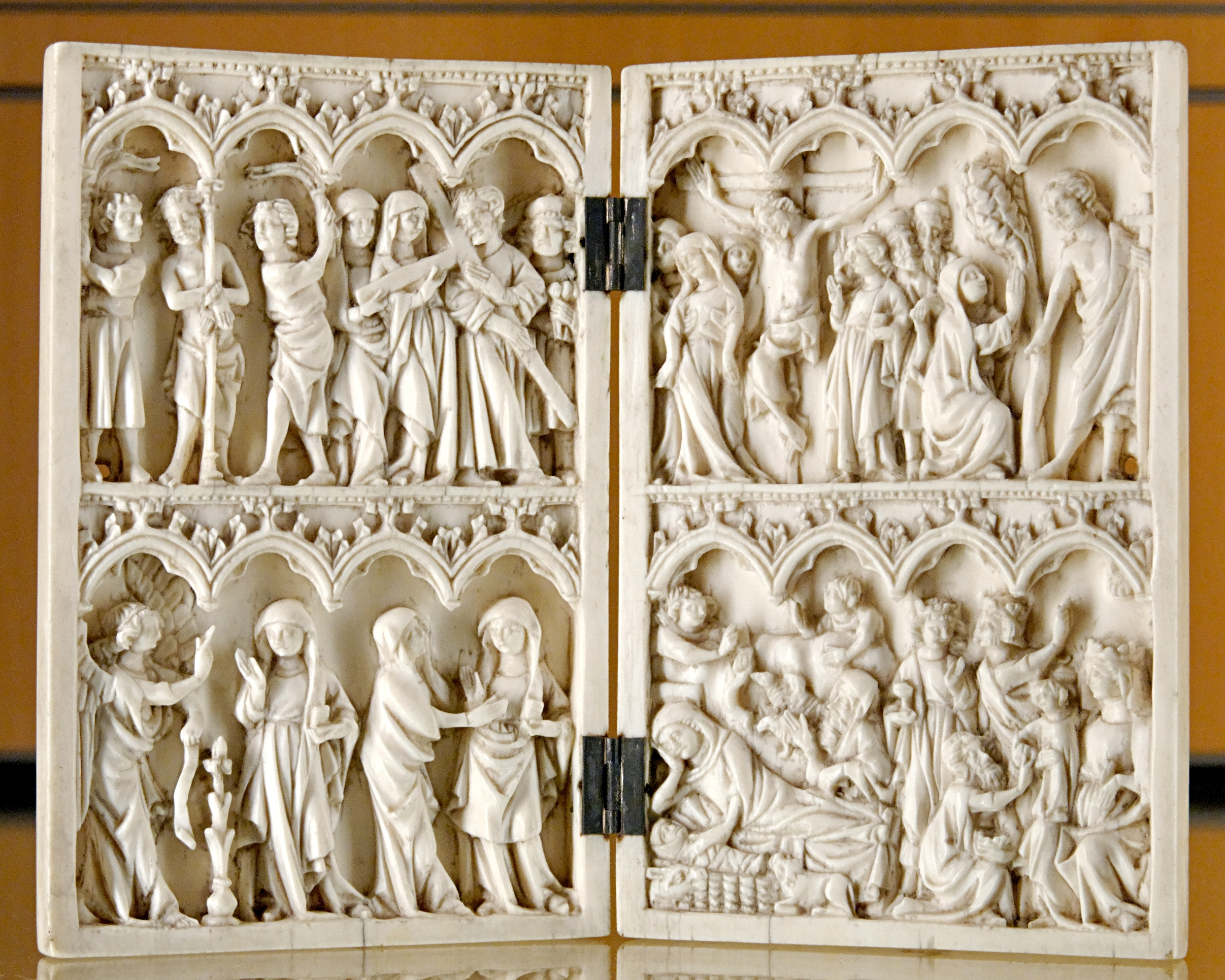
Scény ze života Krista, slonovina, 14. stol.
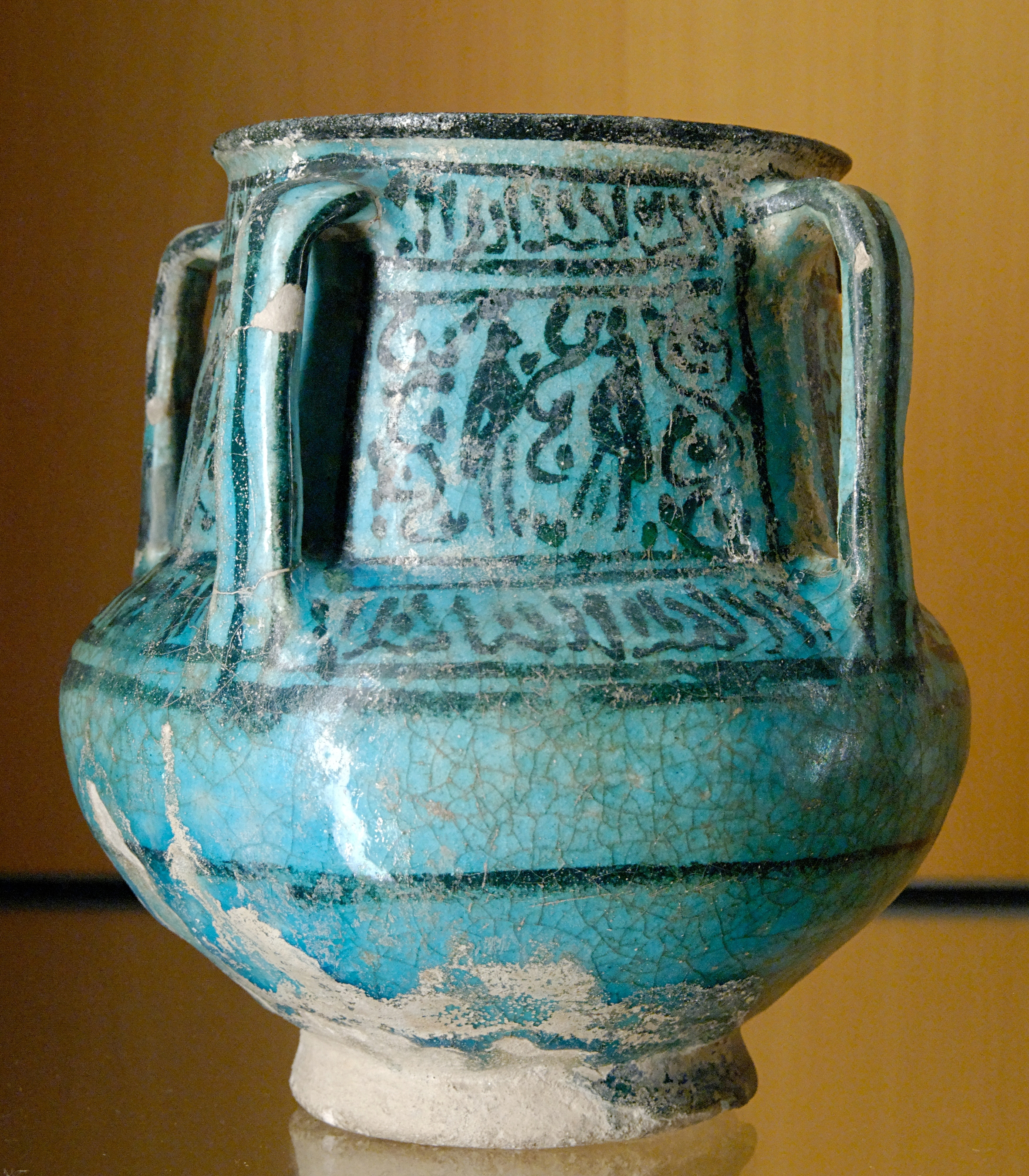
Egyptská váza, 12.-13. století, Ajjúbovci
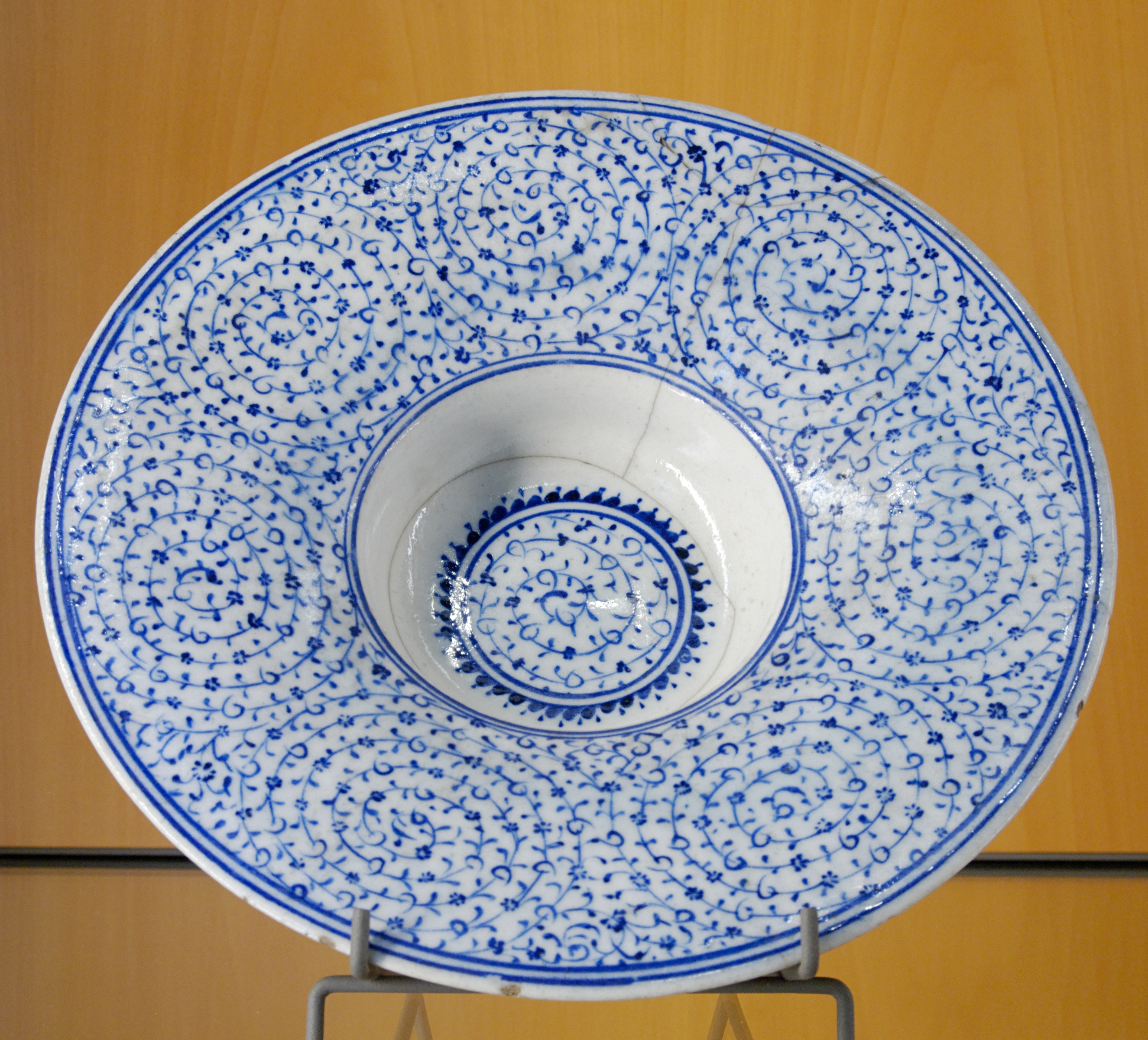
Tondino, Iznik, c. 1530-1540
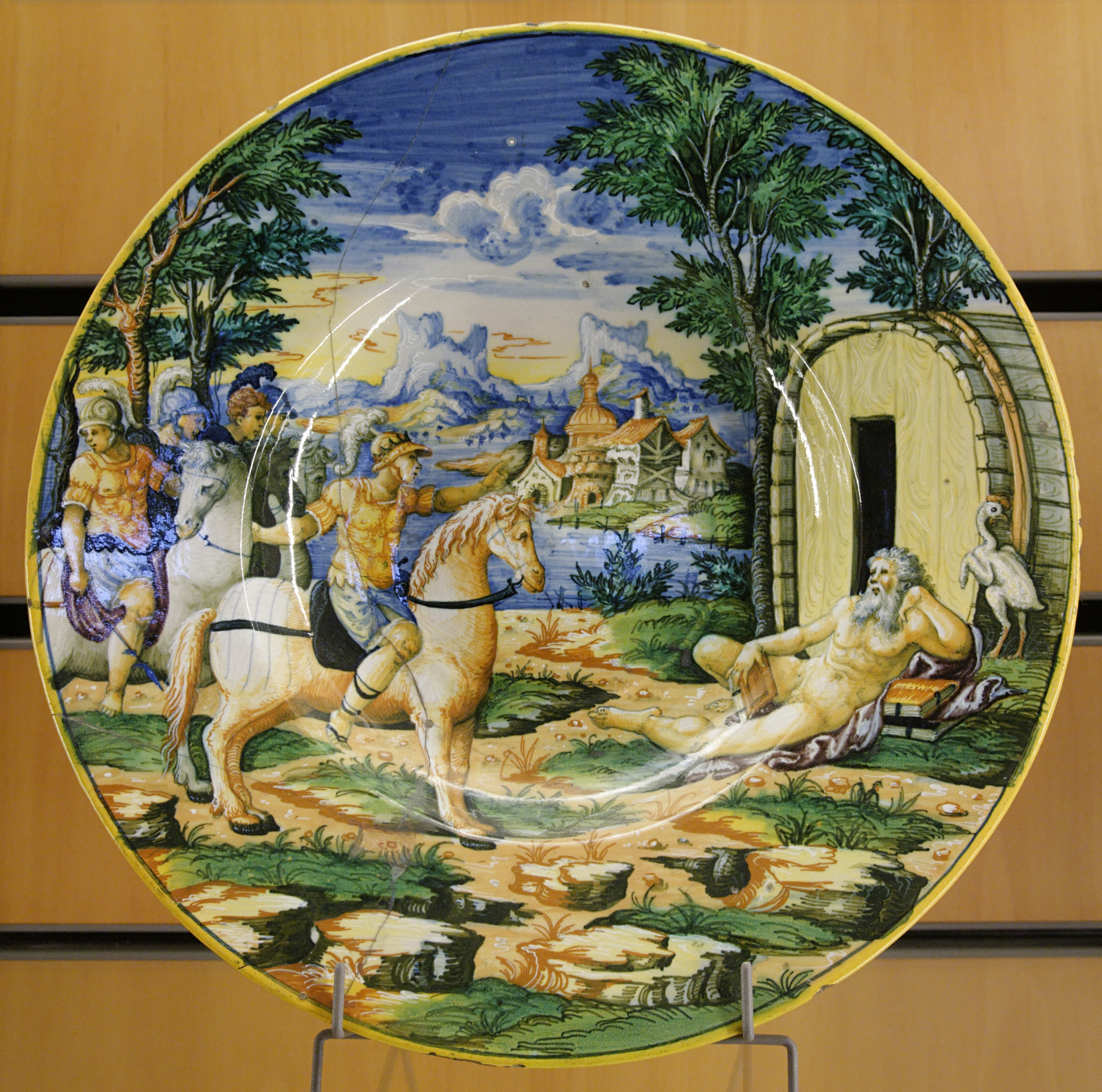
Alexandr a Diogenes, keramika z Limoges, 16. stol.
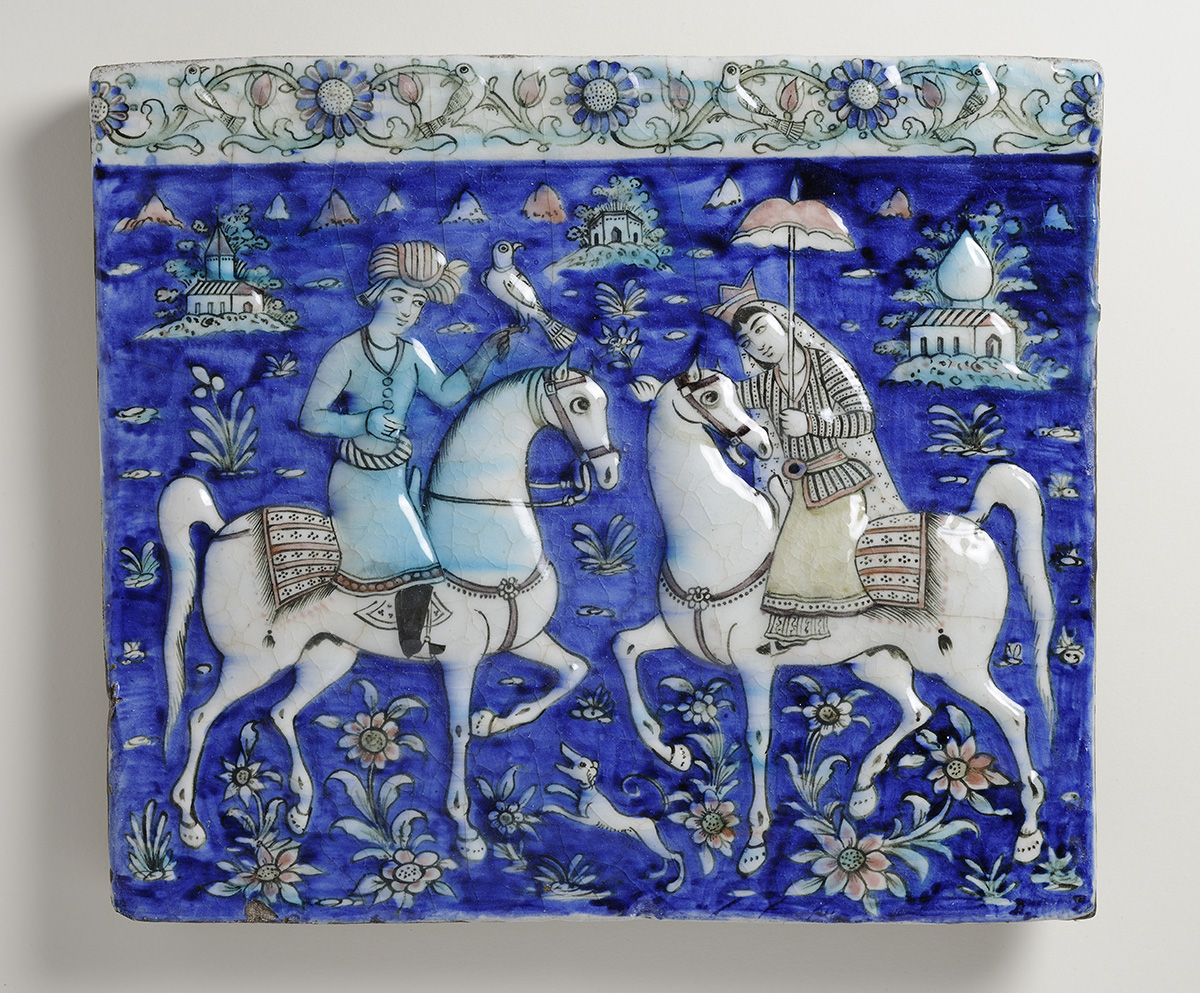
Jezdci, Dynastie kadjar, 19. stol.

### Grafika
Sbírka grafického umění, kreseb, pastelů a akvarelů má více než 8000 děl: Filippino Lippi, Albrecht Dürer, Parmigianino, Fra Bartolomeo, Leonetto Cappiello, Nicolas Poussin, Claude Lorrain, Charles Le Brun, François Boucher, Ingres, Théodore Géricault, Eugène Delacroix, Camille Corot, Honoré Daumier, Odilon Redon, Puvis de Chavannes, Edgar Degas, Henri Matisse, Fernand Léger.

### Interiéry

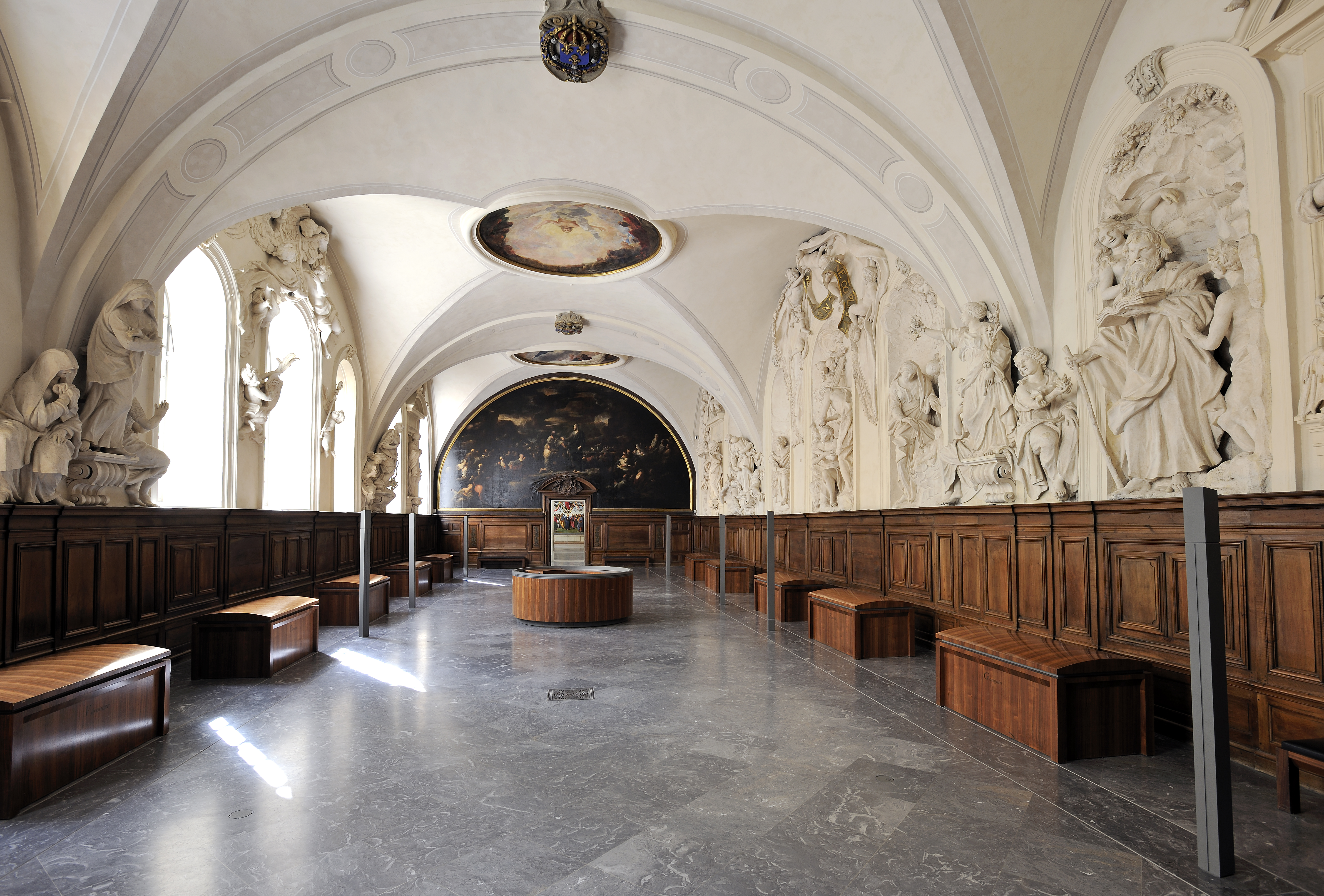
Refektář
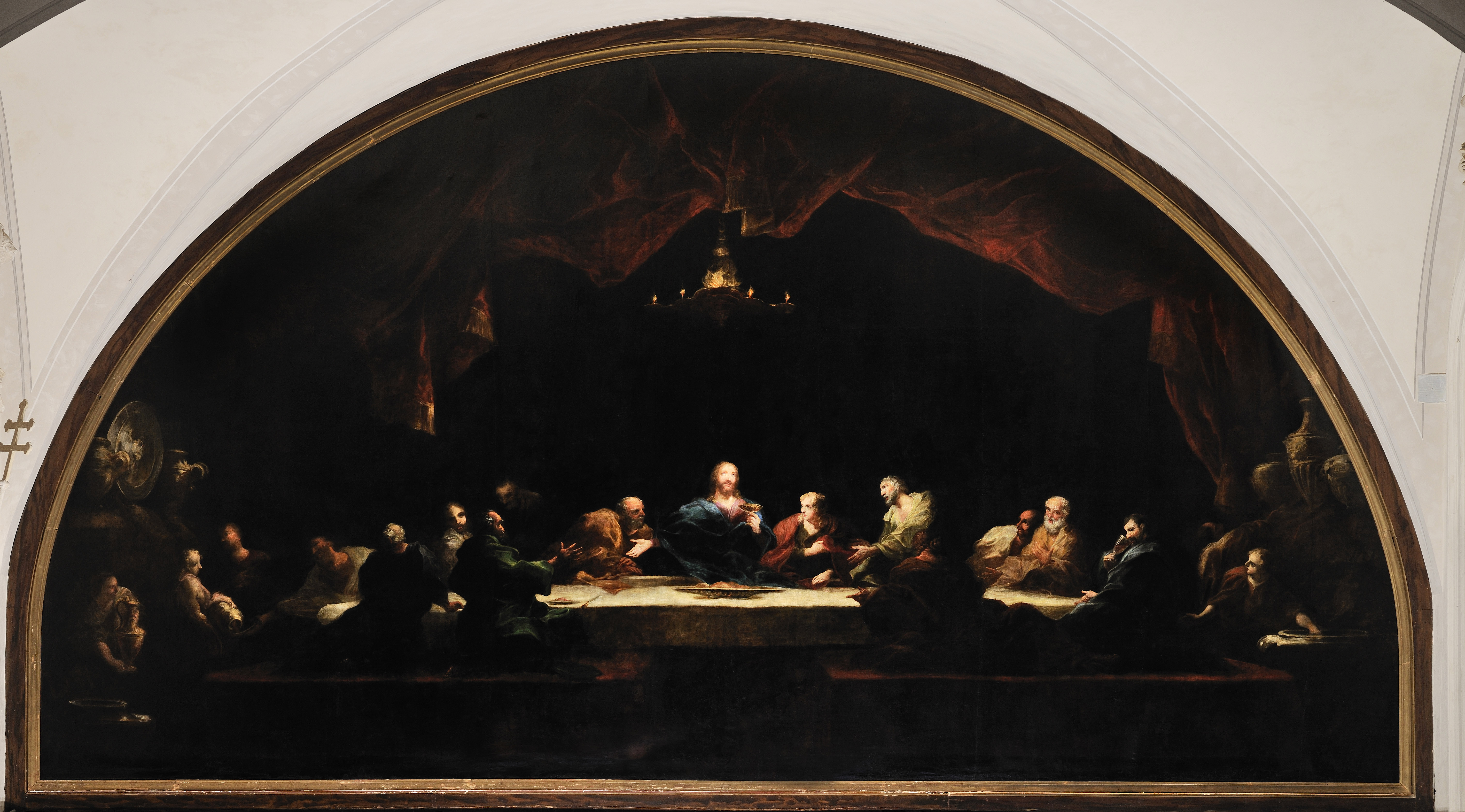
Poslední večeře, refektář
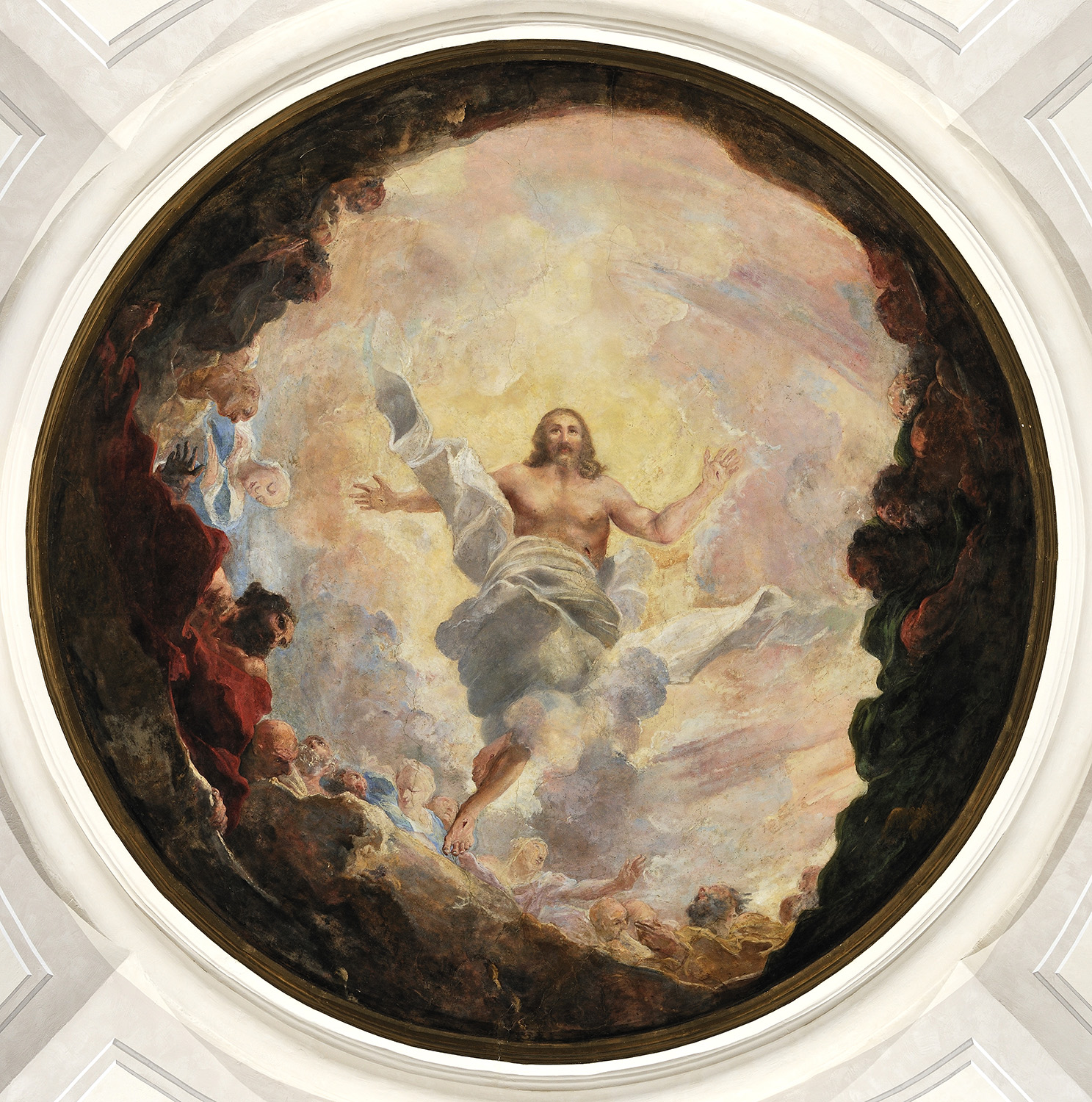
Nanebevzetí Krista, Louis-Cretey
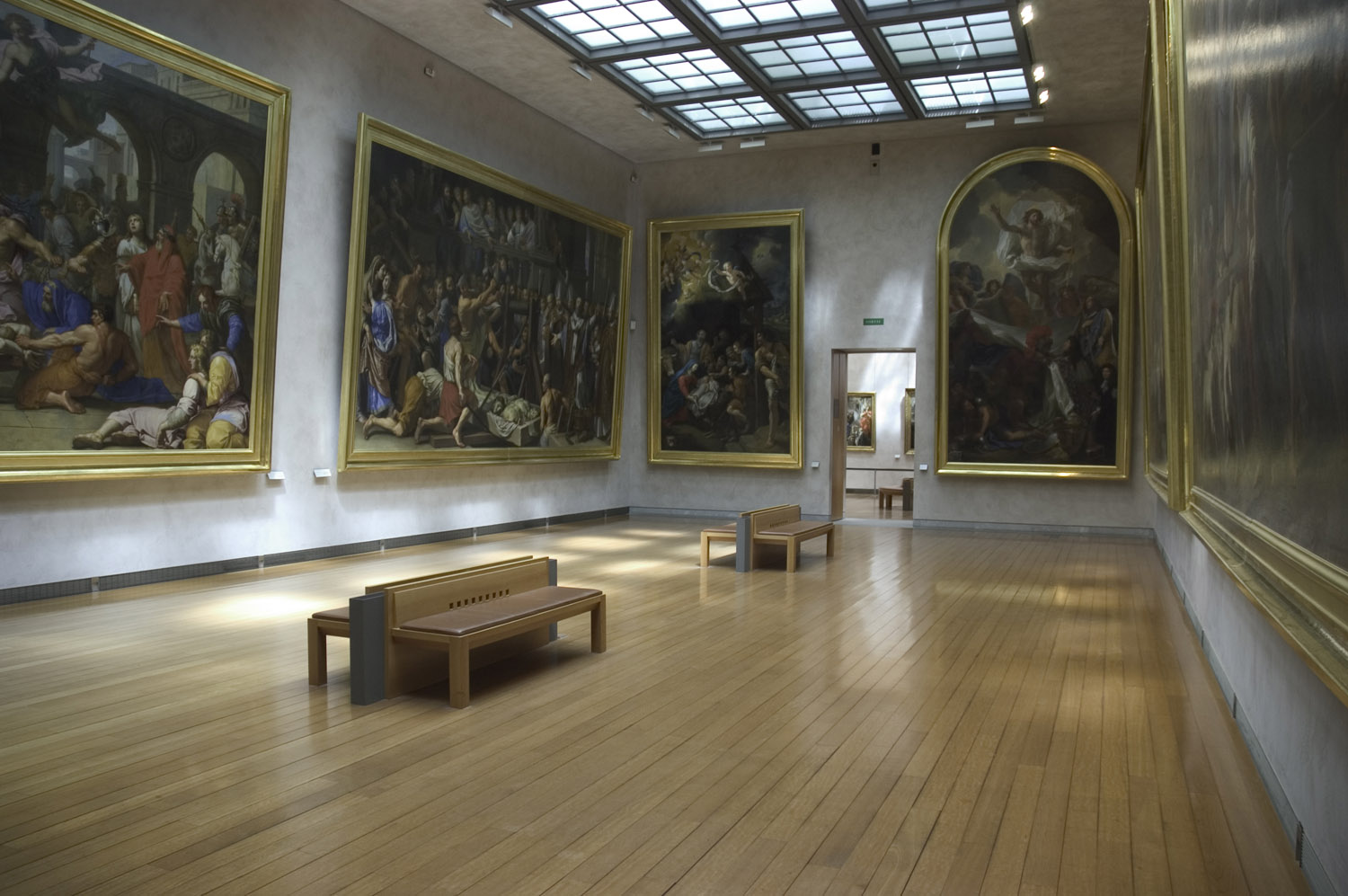
Sál malby 17. stol.
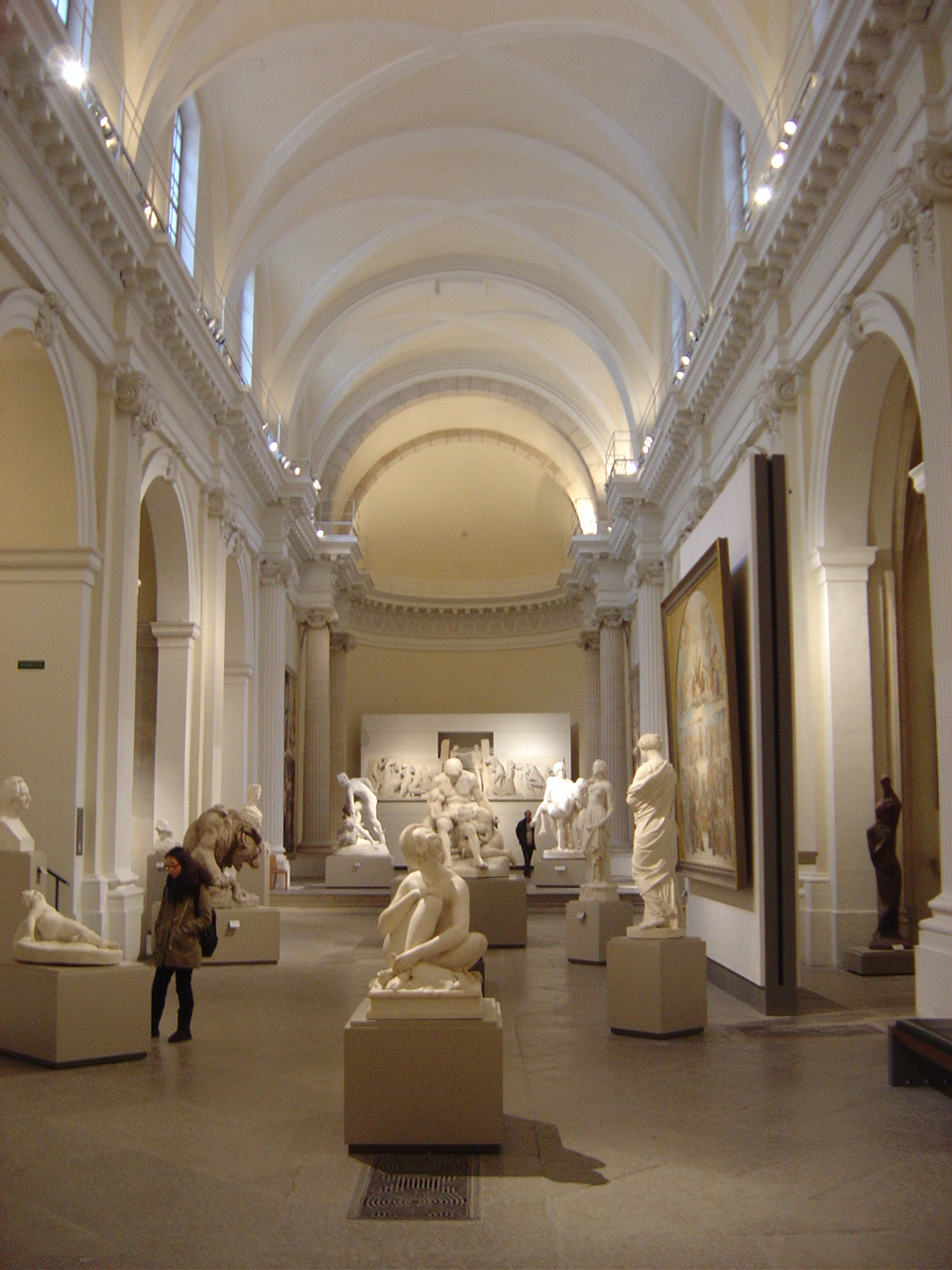
Sochařská exppozice 19. stol.
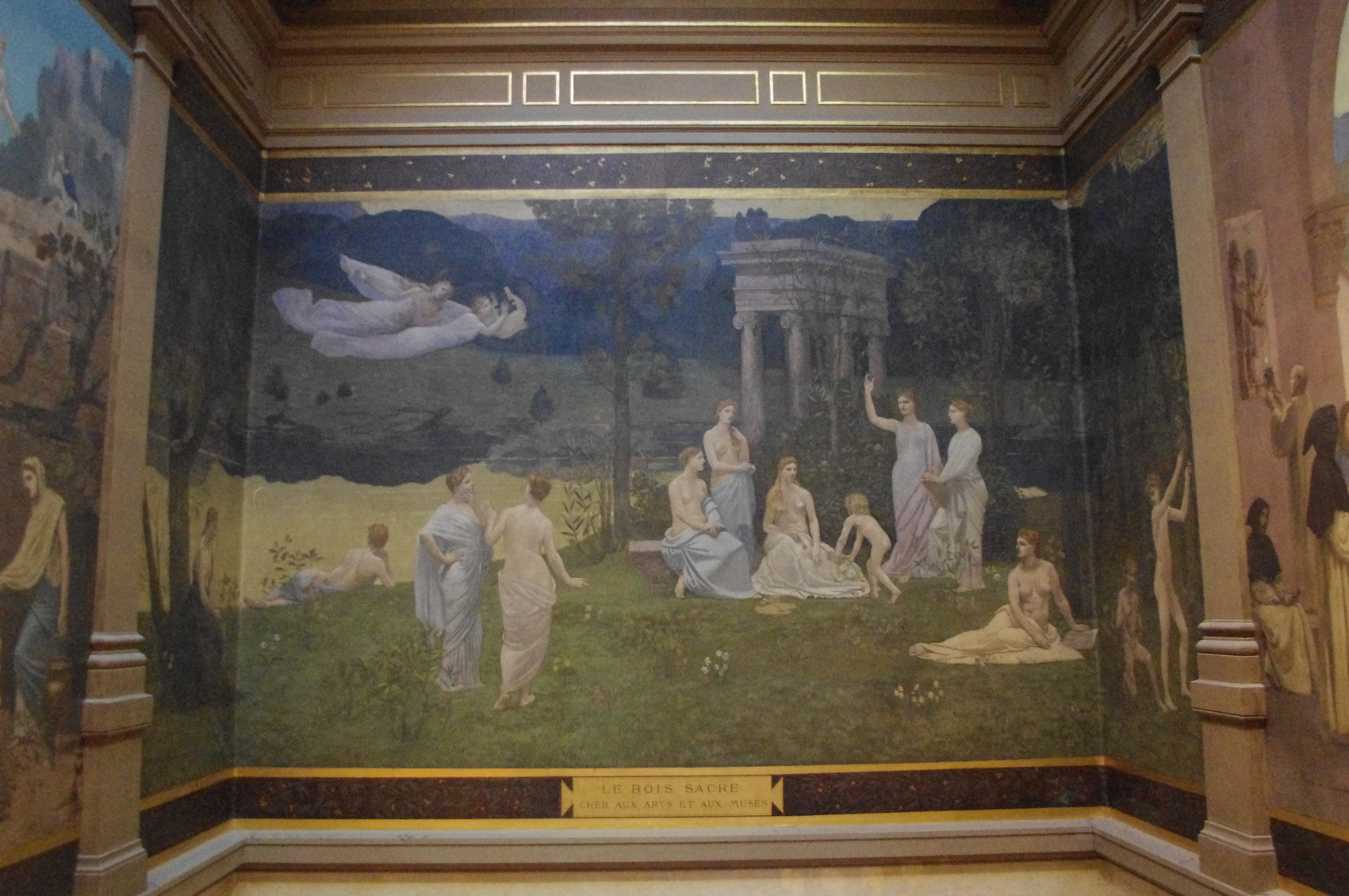
Nástěnné malby, Puvis-de-Chavannes